# スーパー戦隊シリーズ
スーパー戦隊シリーズ（スーパーせんたいシリーズ）は、東映制作による『秘密戦隊ゴレンジャー』から始まる日本の特撮テレビドラマシリーズ。ウルトラシリーズ・仮面ライダーシリーズとともに、およそ50年にわたって放映されている長寿シリーズである。世界80か国で放映。

## 概要
前述の通り東映が制作し、テレビ朝日系列にて放送されている主に子供向けの特撮テレビドラマシリーズである。
シリーズに含まれる作品の範囲については、制作時期・代理店や原作者の違いなどから、当初は『バトルフィーバーJ』（1979年 - 1980年）を起点としてカウントされていたが、後にはそれ以前に制作された『秘密戦隊ゴレンジャー』（1975年 - 1977年）と『ジャッカー電撃隊』（1977年、両作品とも石ノ森章太郎原作）もこれに含める形が定着した（後述）。本項目では『ゴレンジャー』をシリーズ第1作目とする認識に即して解説する。
第1作『秘密戦隊ゴレンジャー』は、5人の男女がチームを組み、色分けされたマスクとスーツで武装して怪人と戦うストーリーであった。ゴレンジャーの成功を受け同一コンセプトに基づいた番組が制作された。
バトルフィーバーJからは「巨大ロボット」という要素を取り入れ、電子戦隊デンジマンでは「○○戦隊」という呼称や変身にアイテムを使用することなど以降続いていく戦隊シリーズの多くの基本スタイルが確立し、さらに長期的な人気シリーズとなっている。

### 誕生経緯
本シリーズの開始以前、1971年に開始されて大人気を誇った「昭和仮面ライダーシリーズ」の新番組の案として、「最初から5人の仮面ライダーを一度に登場させる」というものがあったが、当時の昭和仮面ライダーシリーズ制作局であった在阪準キー局・毎日放送の映画部部長・庄野至が「ヒーローは一人のもの」として強く反対したため、実現しなかった。「スターの競演はそのときこそ盛り上がるものの、終わってしまえば消沈してしまい、それを防ごうとしてオールスター作品を乱発したことが東映時代劇作品の衰退を早めた」とも言われていたからである。
転機となったのは、1975年4月のネットチェンジである。当時のNET（現：テレビ朝日）における準キー局が毎日放送から朝日放送（現・朝日放送テレビ）に変更され、それに伴って毎日放送のキー局がTBSに移行したことにより、NET側は「昭和仮面ライダーシリーズ」の放送権を失う事態となり、急遽これに代わる新しい番組を立ち上げる必要に迫られた。その際、一度はお蔵入りになっていた「5人の仮面ライダー」のアイデアをもとに、5人チームのヒーロー番組『秘密戦隊ゴレンジャー』が制作された。常に5人で登場するヒーローは、東映の平山亨が「あの作り方は僕の秘術」と自慢げに語るほど画期的なアイディアであった。また、この5という人数には歌舞伎の名作『白波五人男』の影響や、東映内の「3人は少なく、4人は縁起が悪い。7人は多すぎる」という意見も寄与している。
ヒーローがチームで戦う番組は『科学忍者隊ガッチャマン』など過去に例はあるが、『ゴレンジャー』では変身後の姿をそれぞれに色分けしたスーツとし、チーム名の名乗りポーズや必殺技など、動きをシンクロさせつつ戦うスタイルとした。これらは広く児童層に受け入れられて視聴率が常時20%を超える大人気番組となり、放送期間も2年に及ぶ大ヒット作となった。しかし、次作『ジャッカー電撃隊』（1977年）は前作ほどの人気は得られずに放送開始9か月で打ち切りになったため、シリーズ化の試みはいったん挫折する。
翌1978年、東映はマーベル・コミックグループと提携し、マーベルの看板作品の1つ『スパイダーマン』を原作にした『スパイダーマン（東映版）』を制作（東京12チャンネル〈現：テレビ東京〉にて放送）する。東映側が独自に取り入れた「等身大ヒーローが巨大ロボットの操縦をも行う」という画期的アイデアは好評を呼び、巨大ロボ「レオパルドン」の玩具も商業的に大きな成功をもたらした。
『バトルフィーバーJ』（1979年）は、『ゴレンジャー』『ジャッカー』の「集団ヒーロー」の要素と、『スパイダーマン』の「巨大ロボ」の要素の両方の要素を取り入れた作品として制作されテレビ朝日系列で放送された。同作品の成功により、以降は幾度かの放送時間の変更を経つつも、今日に至るまで一度の中断もないまま、毎年1作のペースで新作が制作され続けている。

## 作品一覧
本節における通算回数は、特記のない限りレギュラー枠で放送された特別編も含む。
話数表記は作品によって異なるが、以下では「第○（話数）話」の表記で統一する（最終回は「最終話」と表記）。また、通算放送回数は「通算第○○（通算回数）回」と表記する。
| # | 作品名                                               | 放送期間 上が放送開始日 下が放送終了日 | 話数     | メモ |
| 1970年代 | 1970年代                                             | 1970年代                               | 1970年代 | 1970年代 |
| --- | ---------------------------------------------------- | -------------------------------------- | -------- | --- |
| 1 | 秘密戦隊 ゴレンジャー                                | 1975年4月5日1977年3月26日              | 全84話   | 原作は翌年の『ジャッカー』まで石ノ森章太郎。 第1作目にして唯一の2年放送作品。 |
| 2 | ジャッカー電撃隊                                     | 1977年4月9日1977年12月24日             | 全35話   | 当初は4人戦隊。 唯一の1年未満放送作品。 |
| この間、結果的に本シリーズは休止となる。 ※前述の通り、米国マーベル・コミックグループとの提携により、本シリーズとほぼ同一スタッフによって制作された『スパイダーマン』が、このシリーズ休止時期に東京12チャンネル（現：テレビ東京）にて制作・放送されており、同作品に登場した巨大ロボット「レオパルドン」の玩具が商業的に成功したことが、制作再開後の本シリーズに巨大ロボットが登場する上での影響を与えた。 |                                                      |                                        |          | |
| 3 | バトルフィーバーJ                                    | 1979年2月3日1980年1月26日              | 全52話   | 同作品より原作が八手三郎に変更。 同作品以降、巨大ロボ戦が導入されたほか、1年ごとに新作に切り替わるスタイルが確立。 |
| 1980年代 |                                                      |                                        |          | |
| 4 | 電子戦隊 デンジマン                                  | 1980年2月2日1981年1月31日              | 全51話   | 同作品と翌年の『サンバルカン』にて、曽我町子が2作連続で同一の役（ヘドリアン女王）を担当した。 |
| 5 | 太陽戦隊 サンバルカン                                | 1981年2月7日1982年1月30日              | 全50話   | 『デンジマン』の直接的な続編。現在までのシリーズ中で唯一、最終話まで3人のみ、なおかつ男性メンバーのみの作品。 このころから書籍などで「スーパー戦隊シリーズ」という名称が使われ始める。 |
| 6 | 大戦隊 ゴーグルファイブ                              | 1982年2月6日1983年1月29日              | 全50話   | |
| 7 | 科学戦隊 ダイナマン                                  | 1983年2月5日1984年1月28日              | 全51話   | 放送局の都合により、1983年4月9日放送分（第10話）より放送時間を25分に短縮。 |
| 8 | 超電子 バイオマン                                    | 1984年2月4日1985年1月26日              | 全51話   | 女性ヒロインが初めて複数の2人に（途中でヒロイン1人が交代）。 |
| 9 | 電撃戦隊 チェンジマン                                | 1985年2月2日1986年2月22日              | 全55話   | |
| 10 | 超新星 フラッシュマン                                | 1986年3月1日1987年2月21日              | 全50話   | |
| 11 | 光戦隊 マスクマン                                    | 1987年2月28日1988年2月20日             | 全51話   | |
| 12 | 超獣戦隊 ライブマン                                  | 1988年2月27日1989年2月18日             | 全49話   | シリーズ中盤までは3人戦隊。 「『バトルフィーバーJ』より始まるスーパー戦隊シリーズ」の10作品記念作として放映。 |
| 13 | 高速戦隊 ターボレンジャー                            | 1989年2月25日1990年2月23日             | 全51話   | 第1話は過去の戦隊と競演する特別編として制作。 1989年10月6日放送分（第32話）より、放送時間帯を土曜夕方から金曜夕方へ変更。 |
| 1990年代 |                                                      |                                        |          | |
| 14 | 地球戦隊 ファイブマン                                | 1990年3月2日1991年2月8日               | 全48話   | |
| 15 | 鳥人戦隊 ジェットマン                                | 1991年2月15日1992年2月14日             | 全51話   | |
| 16 | 恐竜戦隊 ジュウレンジャー                            | 1992年2月21日1993年2月12日             | 全50話   | 同作品より「6人目の戦士」が本格的に登場するようになった。 放送終了後、アメリカでリメイクされ「パワーレンジャー」シリーズ第1作となる。 |
| 17 | 五星戦隊 ダイレンジャー                              | 1993年2月19日1994年2月11日             | 全50話   | 「『バトルフィーバーJ』より始まるスーパー戦隊シリーズ」の15作品記念作と銘打たれてスタートしたが、放送期間中にシリーズを『ゴレンジャー』・『ジャッカー』を含めた「超世紀全戦隊」に再編。 |
| 18 | 忍者戦隊 カクレンジャー                              | 1994年2月18日1995年2月24日             | 全53話   | |
| 19 | 超力戦隊 オーレンジャー                              | 1995年3月3日1996年2月23日              | 全48話   | 「戦隊シリーズ20周年記念作品」として放映。 同作品より「スーパー戦隊Vシネマ」の展開がスタート。 |
| 20 | 激走戦隊 カーレンジャー                              | 1996年3月1日1997年2月7日               | 全48話   | |
| 21 | 電磁戦隊 メガレンジャー                              | 1997年2月14日1998年2月15日             | 全51話   | 1997年4月6日放送分（第8話）より放送時間帯を日曜朝に変更し、放送時間も再度30分に拡大。 |
| 22 | 星獣戦隊 ギンガマン                                  | 1998年2月22日1999年2月14日             | 全50話   | |
| 23 | 救急戦隊 ゴーゴーファイブ                            | 1999年2月21日2000年2月6日              | 全50話   | |
| 2000年代 |                                                      |                                        |          | |
| 24 | 未来戦隊 タイムレンジャー                            | 2000年2月13日2001年2月11日             | 全51話   | 20世紀最後の戦隊作品。メインのストーリーは第50話までで完結し、最終話は過去の戦隊を回顧する特別編として制作された。 同作品より『ゴレンジャー』・『ジャッカー』も正式にシリーズに加えられ、「スーパー戦隊シリーズ」に改名。 以降「スーパー戦隊シリーズ」の共通ロゴも番組冒頭に盛り込まれるようになった。 |
| 25 | 百獣戦隊 ガオレンジャー                              | 2001年2月18日2002年2月10日             | 全51話   | 21世紀最初の戦隊作品でスーパー戦隊シリーズ25作品記念作。 放送期間中にはVシネマ版では歴代戦隊との共演作品が制作された。 |
| 26 | 忍風戦隊 ハリケンジャー                              | 2002年2月17日2003年2月9日              | 全51話   | 当初は3人戦隊。 番組終了より10年後の2013年に単独作品としてVシネマが制作され、後に「10 YEARS シリーズ」として確立。 2002年10月20日放送分（第35話）よりオープニング前のアバンタイトルを導入、 また最終回はオープニングを省略し、エピローグにてオープニング曲を流すスタイルが取られ、いずれも翌年以降も一部の作品を除き踏襲されている。 |
| 27 | 爆竜戦隊 アバレンジャー                              | 2003年2月16日2004年2月8日              | 全50話   | 当初は4人戦隊（初期の数話のみ3人戦隊）。 2003年4月27日放送分（第11話）より、通常版のエンディングに歌詞テロップが挿入されるようになった。また放送時期の後半からはスーパーヒーロータイムの名称が使われるようになる（一部地域を除く）。 |
| 28 | 特捜戦隊 デカレンジャー                              | 2004年2月15日2005年2月6日              | 全50話   | 同作品の最終話より、番組終了時のスポンサークレジットにて新旧戦隊のバトンタッチがスタート。 また2015年に「10 YEARS シリーズ」の一篇として、2017年に「メタルヒーローシリーズ」より宇宙刑事シリーズとのクロスオーバー作品として、 新作のオリジナルビデオ作品（Vシネマ）がそれぞれ制作された。 |
| 29 | 魔法戦隊 マジレンジャー                              | 2005年2月13日2006年2月12日             | 全49話   | |
| 30 | 轟轟戦隊 ボウケンジャー                              | 2006年2月19日2007年2月11日             | 全49話   | スーパー戦隊シリーズ30作品記念作。 最終話以外の各回エンディング終了後特別コーナーの30戦隊大全集と30戦隊スペシャルファイルを放送。 Vシネマ版では『ハリケンジャー』から『マジレンジャー』までの戦隊の選抜チームとの共演作品が制作された。 同作品よりハイビジョン制作に移行。 |
| 31 | 獣拳戦隊 ゲキレンジャー                              | 2007年2月18日2008年2月10日             | 全49話   | 当初は3人戦隊。 |
| 32 | 炎神戦隊 ゴーオンジャー                              | 2008年2月17日2009年2月8日              | 全50話   | 第1話のみ3人戦隊。 同作品よりVシネマでの展開であった「スーパー戦隊VSシリーズ」が劇場作品となり、「スーパー戦隊祭」にリニューアルされた。 同作品より地上デジタル放送で番組連動データ放送がスーパーヒーロータイム共通の内容で開始した。 番組終了より10年後の2018年に「10 YEARS シリーズ」の一篇としてVシネマが制作された。 |
| 33 | 侍戦隊 シンケンジャー                                | 2009年2月15日2010年2月7日              | 全49話   | 同作品よりフィルムレスのデジタルシネマ撮影に変更。それに伴い役者の顔出しパートを撮影同時録音方式に変更。 7月下旬の放送分（第21・22話）は後番組の『仮面ライダーディケイド』との共演エピソードとして制作された。 同作品より本放送終了後にリリースされる、Vシネマ版の新シリーズとして「帰ってきたシリーズ」がスタート。 |
| 2010年代 |                                                      |                                        |          | |
| 34 | 天装戦隊 ゴセイジャー                                | 2010年2月14日2011年2月6日              | 全50話   | 9月5日放送分（第29話）より番組連動データ放送（番組を視聴する出席簿方式）が「平成仮面ライダーシリーズ」と各番組毎に独立した。 このデータ放送は最終回まで継続。 |
| 35 | 海賊戦隊 ゴーカイジャー                              | 2011年2月13日2012年2月19日             | 全51話   | スーパー戦隊シリーズ35作品記念作。 同作品のみ八手三郎と石ノ森章太郎の共同原作。 同作品より番組独自の連動データ放送を開始した。 3月11日の東日本大震災発生により制作スケジュールが遅延、その影響で通例となっていた、番組終了後にリリースされるVシネマ版は制作されずに終わった。 東北3県以外（44都道府県）では7月24日に地上デジタル放送への移行を完了させた。 1月公開の劇場版は、2012年に放送30周年を迎えた「メタルヒーローシリーズ」より『宇宙刑事ギャバン』との共演作品として制作された。 |
| 36 | 特命戦隊 ゴーバスターズ                              | 2012年2月26日2013年2月10日             | 全50話   | 当初は3人戦隊。 また、東日本大震災で甚大な被害を受けた岩手・宮城・福島の各県も、3月31日に地上デジタル放送に完全移行した。 映画『宇宙刑事ギャバン THE MOVIE』の公開を記念し、9月には同作品との共演エピソードも2週に亘り放送された。 |
| 37 | 獣電戦隊 キョウリュウジャー                          | 2013年2月17日2014年2月9日              | 全48話   | メンバーの人数は当時歴代最多となる10人戦隊で、変身者は14人にのぼる。 韓国では『ダイノフォース』と題されて現地語に吹き替え放送された他、 2017年には現地向け続編として『獣電戦隊キョウリュウジャーブレイブ』も制作され、 日本でも同時期にネット配信が行われた。 |
| 38 | 烈車戦隊 トッキュウジャー                            | 2014年2月16日2015年2月15日             | 全47話   | シリーズ史上初という触れ込みで『仮面ライダー鎧武/ガイム』との1時間コラボ特番を3月に放送。 また、10月には第13回日本鉄道賞の特別賞を受賞した。 放送期間の終盤にISILによる日本人拘束事件関連の緊急報道特番による番組休止が発生したため、番組終了も当初予定の2月8日から1週延期された。 同作品よりオープニングに各種クレジットを集約したほか、2014年3月2日放送分（第3話）よりそれまでの2部構成であった本編フォーマットに、新たに3部構成が採り入れられた。                                     |
| 39 | 手裏剣戦隊 ニンニンジャー                            | 2015年2月22日2016年2月7日              | 全47話   | 当初は2月15日開始と告知されていたが、上述の緊急報道特番の影響もあり「忍者の日である」と理由付けされる形で2月22日開始に変更となった。 同作品より連動データ放送を利用したゲーム企画を開始。 翌月の3月には前作同様に『仮面ライダードライブ』との1時間コラボ特番を放送。 また4月の春のニンジャ祭り、10月の秋の世界ニンジャ祭りなど、シリーズ内外を問わず過去の作品の登場キャラクターとの共演エピソードも度々制作された。                                                                     |
| 40 | 動物戦隊 ジュウオウジャー                            | 2016年2月14日2017年2月5日              | 全48話   | スーパー戦隊シリーズ40作品記念作。第29話でシリーズ通算2000回を迎えた。 3月の『仮面ライダーゴースト』、9月の『ゴーカイジャー』と、例年と同様に他作品とのコラボレーションも実施された。 |
| 41 | 宇宙戦隊 キュウレンジャー                            | 2017年2月12日2018年2月4日              | 全48話   | シリーズ史上最多となる、9人体制からのスタート。 3月の『仮面ライダーエグゼイド』、6月の『スペース・スクワッド』と、例年と同様に他作品とのコラボレーションも実施された。 放送時間変更後の2017年10月15日放送分（第33話）より、従来の本編フォーマットに加えて新たに4部構成を導入。 同作品より、「ビデオパス（現・TELASA）」での見逃し配信を実施。 |
| 42 | 快盗戦隊 ルパンレンジャー VS 警察戦隊 パトレンジャー | 2018年2月11日2019年2月10日             | 全51話   | シリーズ史上初となるダブル戦隊体制でスタートした。夏季の劇場版の公開に併せて、同作品の内容とリンクする動画が東映ファンクラブとauビデオパスで配信された。 |
| この間、後述の特別番組『4週連続スペシャル スーパー戦隊最強バトル!!』を放送。 |                                                      |                                        |          | |
| 43 | 騎士竜戦隊 リュウソウジャー                          | 2019年3月17日2020年3月1日              | 全48話   | 初期の数話のみ3人戦隊。 |
| 2020年代 |                                                      |                                        |          | |
| 44 | 魔進戦隊 キラメイジャー                              | 2020年3月8日2021年2月28日              | 全45話   | シリーズ初となるテレビシリーズ放送開始前に映画公開。 新型コロナウイルスの感染拡大による撮影中止のため、5週にわたって新作放送を中断、その間の代替措置として特別編を放送。 |
| 45 | 機界戦隊 ゼンカイジャー                              | 2021年3月7日2022年2月27日              | 全49話   | スーパー戦隊シリーズ45作品記念作。 初期メンバーは人間1名とロボット4体で構成。 ヴァーチャルスタジオ技術を初導入。 映画『セイバー+ゼンカイジャー スーパーヒーロー戦記』公開を記念し、7月には『仮面ライダーセイバー』との共演エピソードも制作された。 第42話で次作のドンモモタロウが先行出演。 |
| 46 | 暴太郎戦隊 ドンブラザーズ                            | 2022年3月6日2023年2月26日              | 全50話   | 前作『ゼンカイジャー』の登場人物・設定・世界観が一部継承されている。 同作品より、Amazon Prime Videoでの見逃し配信を実施。 第45話で次作のキングオージャー（ロボット）が先行出演。 |
| 47 | 王様戦隊 キングオージャー                            | 2023年3月5日2024年2月25日              | 全50話   | 同作品より、TVerおよびABEMAでの見逃し配信を実施。 10月には、同年で放送10周年を迎える『キョウリュウジャー』とのコラボレーションも実施された。 |
| 48 | 爆上戦隊 ブンブンジャー                              | 2024年3月3日2025年2月9日               | 全48話   | 第4話までは3人戦隊。 5月の『ゴーオンジャー』、10月の『トッキュウジャー』、2025年1月の『ゴーカイジャー』と、複数回にわたり他作品とのコラボレーションも実施された。 |
| 49 | ナンバーワン戦隊 ゴジュウジャー                      | 2025年2月16日-                         | -全話    | スーパー戦隊シリーズ50周年記念作品。 |

| 作品名                                     | 放送期間 上が放送開始日 下が放送終了日 | 話数   | メモ |
| ------------------------------------------ | -------------------------------------- | ------ | --- |
| スーパー戦隊 VSシリーズ劇場                | 2010年5月23日2010年12月26日            | 全29話 | 「スーパー戦隊VSシリーズ」分割放送番組。                                                                        |
| 非公認戦隊 アキバレンジャー                | 2012年4月6日2012年6月29日              | 全13話 | 非公認作品の体裁で本シリーズの様々な要素が採り入れられており、 本シリーズに携わったスタッフも多数参加している。 |
| 非公認戦隊 アキバレンジャー シーズン痛     | 2013年4月5日2013年6月28日              | 全13話 | 『アキバレンジャー』の第2シーズン。                                                                             |
| 獣電戦隊 キョウリュウジャー ブレイブ       | 2017年4月14日2017年6月23日             | 全12話 | 韓国で『キョウリュウジャー』の続編として作られた完全新作。 日本でも同時期にネット配信を実施。                   |
| 4週連続スペシャル スーパー戦隊最強バトル!! | 2019年2月17日2019年3月10日             | 全4話  | 『ルパンレンジャーVSパトレンジャー』終了から『リュウソウジャー』開始までのつなぎ番組。                          |

## 作風

### 共通コンセプト
敵組織から送り込まれる怪人による侵略計画に対抗して戦うというパターンは、前述の『ゴレンジャー』の大まかな原型となった「昭和仮面ライダーシリーズ」から引き継いでいる。その他、色分けしたスーツで戦うこと、巨大ロボットに乗ることといった基本フォーマットは初期の数作品で確立され踏襲している。一方で、長期シリーズゆえに、後年の作品で新たに生み出されたアイデアやマーチャンダイジングのノウハウも多岐にわたる。
作品の主要な対象は未就学児童であり、「子供が初めて目にするドラマ」を念頭に、幼児に理解できるストーリー展開が心がけられている。たとえば高校生を主人公とした『高速戦隊ターボレンジャー』では、幼児にとって未知の場所である「学校」の場面はできる限り抑えられており、また時間をテーマとした『未来戦隊タイムレンジャー』では、数年しか生きておらず「過去」という概念を確立できていない視聴者のために複雑なタイムパラドックスは避けられ、物語の基本は現代に置かれている。
シリーズの多くで貫かれているコンセプトは以下の通りである。
各戦士は人間の姿から「変身」してスーツ姿になり、その際に名乗りを行う。
上記の通り、個人ヒーローである『仮面ライダー』をチームヒーロー化しようという発想を原点として誕生したものであり、『ゴレンジャー』の大元の根源の「仮面ライダーシリーズ」の要素である「変身」も必然的に取り入れられている。
『ゴレンジャー』の殺陣師であった高橋一俊によって歌舞伎の「白波五人男」が参考にされ「名乗り」のコンセプトが導入された。これはもともと東映が得意としていたテレビ時代劇の流れを汲む演出である。シリーズの歴史の中では名乗りが省かれたこともあったが、子供たちの反応はいまひとつ良くなかったという。
名乗りの演出は制作国である日本人の美意識に則ったものであり、諸外国で放送したときに「その間に敵の攻撃を受けるのでは？」と最も疑問を抱かれる箇所である。『パワーレンジャー』制作の際もアメリカ側から名乗りに対する疑義が呈され、鈴木武幸はその必要性を説かねばならなかった。
もっとも、『パワーレンジャー』シリーズの長期化によって名乗りは次第に他国にも定着し、2010年代後半になると、日本側で名乗りを省いたところ「なぜやらないのか」と注意を受けるまでに至った。
各戦士は色で区別されている。
各戦士のマスク・スーツは「デザインはよく似ているが色は原色系で明確に違う」というパターンが、『バトルフィーバーJ』を唯一の例外として踏襲されている。スーツはシンプルなデザインが基本となっているが、『ファイブマン』『ギンガマン』などを経て『アバレンジャー』以降は何らかのかたちで強化形態が導入されている。
追加戦士については、色だけが違う者もいれば、スーツの上にアーマーを装着している者、戦隊スーツでない者、さらに人間体を持たない戦士が登場するなど多様である。
複数のメンバーがチームとして力を合わせて敵と戦う。
『ゴレンジャー』はそれまでのヒーローの基本となっていた『仮面ライダー』や『キカイダー』と差別化するために、刑事ドラマで活用されていた「グループ」という要素を取り入れ、個性的なメンバーの連携と友情を作品の基本とした。『ゴレンジャー』第1話クランクインの前日に、吉川進はスタッフに向かって「ライダーは1人でも怪人を倒せるが、ゴレンジャーは5人が連携してようやく勝てるヒーローである」と語った。
この演出に関して、「1体の怪人相手に5人がかりで戦うのは卑怯ではないか」と語られることがある。『カーレンジャー』第25話などにおけるセルフパロディのように単なる冗談で済む場合もあるが、当の『カーレンジャー』のプロデューサーであった髙寺成紀は友人から「子供たちの間のいじめは、相手を寄ってたかって痛めつける東映特撮番組の悪影響だ」と言われてショックを受けたという。
なお、エピソードによってはメンバーの1人が大活躍して単独で怪人を倒す事例もあるが、そのような場合でもチームの絆がないがしろにされることはない。
敵が巨大化し、メンバーも巨大ロボットに乗って敵と戦う。
初期の2作品『ゴレンジャー』と『ジャッカー』を除き、各戦隊は自分たちの巨大ロボットを持ち、それに搭乗して、巨大化した敵と戦うことが通例となっている。巨大戦の敵は最初から巨大であったり、戦隊側と同じく巨大ロボットに搭乗して戦闘を行うケースもある。
また、各エピソードごとの終盤近くで展開される山場や見せ場でもあり、本シリーズにおける要でもある。
これらのシーンの撮影は、現在では特撮監督率いるチームと本編ドラマを撮影するチームとで分担されており、前者は年間を通して4回にわたる撮影が行われ、スタッフは商品となる玩具を弄りながら練り込むと、東映プロデューサーの武部直美は説明している。
『バトルフィーバーJ』『大戦隊ゴーグルファイブ』『超電子バイオマン』『特命戦隊ゴーバスターズ』『魔進戦隊キラメイジャー』のように、人間サイズの敵と巨大サイズの敵が別々に存在するケースもあるが、変身スーツでの戦闘と巨大ロボットでの戦闘との二種類が存在するという意味ではパターンを踏襲している。

各戦隊はそれぞれ独立しており、世界観も全く異なる。
戦隊シリーズに属する作品の間には、シリーズ初期の『電子戦隊デンジマン』と『太陽戦隊サンバルカン』の関係を唯一の例外として、明確な世界観の継続性はない。
ただし、2大戦隊が共演するスーパー戦隊VSシリーズや、何らかのメモリアルイヤー企画などの特別な機会には、作品ごとの設定の整合性にこだわらず、歴代戦隊が登場する。
『海賊戦隊ゴーカイジャー』は特殊な例で、テレビシリーズ自体が『ゴレンジャー』から『天装戦隊ゴセイジャー』までの34戦隊とのクロスオーバー作品であり、「過去に34戦隊が地球を守り続けて来た世界」という地続きの世界観を採用している。
各シリーズは1年で放送を終了する。
前述の通り『ゴレンジャー』は好評を博したため2年にわたって放送、逆に次作『ジャッカー』は3クールで打ち切りとなったが、原作者が八手三郎名義となった『バトルフィーバーJ』以降の作品は、視聴率・商業面での成功・失敗にかかわらず1年（4クール、50話前後）で終了して、次回作に移行するのが基本となっている。近年のシリーズ作のように放送終了後にスーパー戦隊Vシネマがリリースされたり、VSシリーズや劇場版、『海賊戦隊ゴーカイジャー』などのクロスオーバー作品で後日談が描かれることはあっても、「日本国内向けのテレビシリーズ」で直接的な続編が制作された例は『デンジマン』の続編として制作された『サンバルカン』のみである。
15年以上にわたってシリーズのプロデューサーを務めた東映の鈴木武幸は、「続編を作るとマニアックな内容に変貌してしりすぼみになる可能性が高い」とし、ゼロから新たな企画を起こす意義を語っている。

### 戦闘スタイル
戦隊メンバーは単独で武器を持ち個人戦も行う。
戦闘開始時には（場合によっては戦闘中に）、全員で名乗りを始め、戦隊名を告げる。この際に背後で爆発が起こる（あるいはCG合成の派手な光を発する）演出がしばしば用いられる。「個人の名乗り からの 全員の名乗り」から戦闘に入るのが基本的な流れである。
怪人にとどめを刺すときは、多くの場合メンバー全員が揃って初めて使用できる「必殺技」が使われる。それらの技やそれに使われる武器も、長い歴史の中で数多くのパターンが登場している。
ドラマや玩具展開のスピードが速まっているため、年を追うごとにより多くの要素が登場する傾向が強くなっている。

## シリーズ展開

### 世間一般への浸透
メインターゲットは特に未就学の男児を中心とする小児全般であるが、『バトルフィーバーJ』以降は、実に40年以上もの間、一度の休止期間もなく続いている長寿シリーズであるため、子供として初期の作品を見ていた世代の多くが既に親世代となっていることから幅広い年齢層への浸透もみられ、「戦隊モノ」といえば一般的にはゴレンジャーに始まるスーパー戦隊シリーズのことを指すことが多い。各地のご当地ヒーローの多くが「戦隊モノ」であることを考えれば、それだけ世間に浸透していると言える。また、東映以外のヒーロー（戦隊に材をとらなかったご当地ヒーローも含む）が戦隊と呼ばれることもあり「戦隊モノ」の呼称はマニア以外の一般層においては特撮ヒーローの代名詞となっている。
シリーズの長期化に連れてヒロインに高年齢層の男性ファンが付くようになり、さらに1990年代ごろからは美形新人俳優を多く起用したことで「イケメンヒーロー」とメディアに称される現象が見られた。2000年代にシリーズを再開した「平成仮面ライダーシリーズ」の影響もあって、それまでの特撮ファン層とは異なる若い女性や子供の母親のような新たな視聴者層も開拓することになり、ファン層は確実に高年齢層にも拡大している。

### 出演陣の変遷など
ヒーローを演じる男性俳優の年齢は10代後半から30代前半までまちまちであるが、上記の通りシリーズの長期化と共に「平成仮面ライダーシリーズ」同様に美形若手俳優を起用する傾向が強くなっており、現在では「若手俳優の登竜門」とも呼ばれるようになった。
また、1年にわたって放送されるテレビドラマ自体が減ったこともあり、現在ではベテラン俳優にとっても貴重な番組となっている。
その作品が終了した後、ヒーロー役でレギュラー出演していた俳優が協力者・敵幹部などのレギュラーやゲストキャラクター役として後年の作品に帰ってきたり、「仮面ライダーシリーズ」「メタルヒーローシリーズ」にも言えることであるが水曜21時枠や木曜ドラマなどテレビ朝日で放送している他の東映制作枠（一般ドラマ）にもゲスト役で出演するといったことが多い。

### 『ゴレンジャー』および『ジャッカー』の扱い

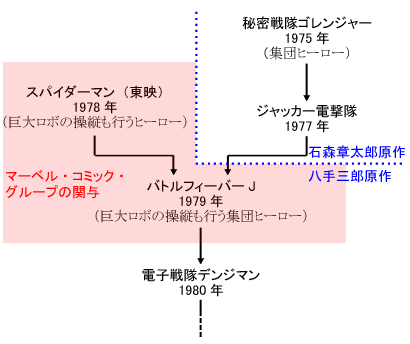
スーパー戦隊シリーズの本格誕生への経緯図

かつては初期2作『秘密戦隊ゴレンジャー』や『ジャッカー電撃隊』をシリーズに含まない事例が存在した。
『ジャッカー』終了後、東映はマーベル・コミック・グループとのキャラクター使用提携に基づき『スパイダーマン』を制作したが、当時の日本人がアメコミに対してなじみが薄いことを勘案して、視聴者に強い印象を与えるべく「等身大ヒーローが巨大ロボの操縦もする」という要素を投入した。この演出は好評を得たもののアメコミの知名度自体が上昇したわけではないため、マーベル提携作品第2弾『バトルフィーバーJ』は巨大ロボを継承しつつも既存のキャラクターをそのまま利用することを避け、八手三郎を原作とする東映独自のヒーローを立てた上で、『ゴレンジャー』や『ジャッカー』で確立した「集団ヒーロー」という要素を再投入したのである。
「スーパー戦隊」という名称は『太陽戦隊サンバルカン』（1981年）の放送時には使われ始めていたが、シリーズ第1作が『ゴレンジャー』なのか『バトルフィーバーJ』なのかは資料を刊行する出版社ごとにまちまちで、統一された見解は存在していなかった。とはいえ1980年代においては『バトルフィーバーJ』以降という区分が主流であり、『超獣戦隊ライブマン』（1988年）の放送期間中には「スーパー戦隊10th」ロゴマークが作られている。
しかし1990年代に入ると、『ゴレンジャー』と『ジャッカー』をシリーズに含むことが正式に決定され、『五星戦隊ダイレンジャー』（1993年）放送期間中にはこれら2作品を含めた公式なシリーズの呼称として、「超世紀全戦隊」が採用された。その時期の超全集など一部資料では、『ゴレンジャー』と『ジャッカー』の石ノ森原作からなる2作品を「戦隊シリーズ」、『バトルフィーバー』以後の作品を「スーパー戦隊シリーズ」とそれぞれ呼称し、その2シリーズを総称する意味で「超世紀全戦隊」の名が使われていたと説明されている。その後『超力戦隊オーレンジャー』（1995年）の劇場版において「戦隊シリーズ20周年記念」と明記されたのを経て、『未来戦隊タイムレンジャー』（2000年）以降はテレビシリーズのオープニング（もしくは番組冒頭）に「スーパー戦隊シリーズ」のクレジットが挿入されるようになったことで、シリーズの定義が完全に確立され、現在に至る。
『ゴレンジャー』『ジャッカー』とのクロスオーバー作品では石ノ森章太郎が「原作」または「Special Thanks」としてクレジットされている。

### 記念作品
スーパー戦隊シリーズの記念作品は「10」区切りのほか、第1作『秘密戦隊ゴレンジャー』の構成人数「5人」や作品名の「ゴ」から下一桁が「5」にあたる作品も対象となっている。
第49作の『ナンバーワン戦隊ゴジュウジャー』はスーパー戦隊シリーズ50周年記念作品として制作。「作品名に登場する戦隊」として、『快盗戦隊ルパンレンジャー』を42番目の戦隊、『警察戦隊パトレンジャー』を43番目の戦隊、『ナンバーワン戦隊ゴジュウジャー』は50番目の戦隊と定義した。
| 記念   | 作品名                         | メモ                                                                          |
| ------ | ------------------------------ | ----------------------------------------------------------------------------- |
| 10作品 | 超獣戦隊ライブマン             | 『バトルフィーバーJ』起点の第10作                                             |
| 15作品 | 五星戦隊ダイレンジャー         | 『バトルフィーバーJ』起点の第15作                                             |
| 20周年 | 超力戦隊オーレンジャー         | 『秘密戦隊ゴレンジャー』放送開始20周年                                        |
| 25周年 | 未来戦隊タイムレンジャー       | 『秘密戦隊ゴレンジャー』放送開始25周年 「スーパー戦隊シリーズ」共通ロゴを制定 |
| 25作品 | 百獣戦隊ガオレンジャー         | 『秘密戦隊ゴレンジャー』起点の第25作                                          |
| 30作品 | 轟轟戦隊ボウケンジャー         | 『秘密戦隊ゴレンジャー』起点の第30作                                          |
| 35作品 | 海賊戦隊ゴーカイジャー         | 『秘密戦隊ゴレンジャー』起点の第35作                                          |
| 40周年 | 手裏剣戦隊ニンニンジャー       | 『秘密戦隊ゴレンジャー』放送開始40周年                                        |
| 40作品 | 動物戦隊ジュウオウジャー       | 『秘密戦隊ゴレンジャー』起点の第40作 スーパー戦隊シリーズ通算2000回           |
| 45作品 | 機界戦隊ゼンカイジャー         | 『秘密戦隊ゴレンジャー』起点の第45作                                          |
| 50周年 | ナンバーワン戦隊ゴジュウジャー | 『秘密戦隊ゴレンジャー』放送開始50周年                                        |

## キャラクター

### スーツの色と役割
第1作『秘密戦隊ゴレンジャー』から、戦隊メンバーの個性はそれぞれに割り当てられた色によって表現されていた。これは「にぎやかな画面作りをしないと視聴者が離れてしまう」というテレビ番組制作者としての発想からであり、また放映開始時の1975年には日本の家庭へのカラーテレビ普及率が90%を越えていた背景も寄与している。
『ゴレンジャー』では、各メンバーはそれぞれ以下の役割を分担している。
- ■ 赤 → リーダー
- ■ 青 → サブリーダー
- ■ 黄 → 力・技
- ■ 桃 → ヒロイン
- ■ 緑 → 無邪気な戦士

第3作『バトルフィーバーJ』はマスクの形状で個性を表現したが、チームとしてのデザインに統一感が欠けてしまったため、続く第4作『電子戦隊デンジマン』以降はマスクではなく色で個性を出すという方向性が定着した。シリーズの長期化に伴い女性メンバーの複数化など表現のバリエーションが増えたことで、単純に当てはめるのが難しい作品も増えているものの、戦隊を構成する各メンバーが、それぞれ自分に与えられた役割分担をこなすことによってチームワークが維持されるという構図は、変わらず続いている。各メンバーの色は作品ごとに度々変更されるが、『バトルフィーバー』での後付け設定を含めて「赤」だけは一度も欠けたことがなく、追加戦士が定着してからも初期メンバーの中に必ず含まれている（2022年現在。以下の記述も同様）。
なお、色や性別を問わずに過去の戦隊の戦士に変身できる『海賊戦隊ゴーカイジャー』や、メンバー間で色の交換が可能な『烈車戦隊トッキュウジャー』においては、初期設定色以外の状態では本項の記載内容には必ずしも合致しない。
シリーズ内で用いられた色は、2020年現在赤・青・黄・桃・緑・白・黒・橙・紫・臙脂・紺・金・銀・水色・灰色・茶色の全16色。

#### 基本色
戦隊の初期メンバーの色はおおむね、『ゴレンジャー』の5色に白と黒を加えた7色によってまかなわれている。
■ 赤（レッド）
全ての戦隊シリーズ作品に登場し、ほぼ全作品でメンバーの中心となる。その理由には「視認性が高いため遠くからでも認識できる」「他色に比べて印象が強い」「男女問わず圧倒的に人気がある」といったことが挙げられる。
当初は戦隊チームの「リーダー」であり、頼れる年長者として描かれることが多かったが、若さをテーマとした『超獣戦隊ライブマン』のころから、仲間とともに悩みながら行動していく等身大の人物像へと描写が変化していった。『忍者戦隊カクレンジャー』ではチームリーダーの座をホワイトに譲りつつも戦闘時には実質的にリーダーシップをとっていたが、『電磁戦隊メガレンジャー』では指揮をブラックに任せて先陣を切る役となり、これ以降は「レッド = リーダー」という固定観念に囚われず「ドラマの中心に据える」ことによって印象を強める手法がしばしば用いられるようになった。
『未来戦隊タイムレンジャー』ではタイムレッドと同じ「赤」のタイムファイヤーが追加戦士として登場し、同系色の戦士が出てくる初の例となった。
『侍戦隊シンケンジャー』では、物語終盤に初の女性レッドが登場している。
『宇宙戦隊キュウレンジャー』もシシレッドとホウオウソルジャーという2人のレッドが登場する作品であるが、両者の色合いは異なり、ホウオウソルジャーのほうが濃い赤となっている。
独立した2つの戦隊が登場する『快盗戦隊ルパンレンジャーVS警察戦隊パトレンジャー』では、各戦隊を率いるリーダーとしてルパンレッドとパトレン1号が始めから登場する。
長らく全作品で中心的存在となっていたが、『機界戦隊ゼンカイジャー』では白を基調としたゼンカイザーがリーダーとなっており、シリーズでは初めて全編通してレッド（ゼンカイジュラン）が中心となっていない。
■ 青（ブルー）
レッドと同じく全ての戦隊シリーズ作品に登場し、「サブリーダー」である場合が多い。最初のブルーであるアオレンジャー / 新命明は二枚目で頭脳明晰であったが、そうした「クールな実力者」型ブルーはシリーズ全体を通してみると多数派ではない。
ブルーはしばしば海や水と結び付けられ、またスピードで敵を翻弄する戦法を得意とするなど、総じて爽快感を表す役が多い。
サブリーダータイプのスーツの色が重厚な「青」であるのに対し、身軽な戦士にはより明るい「■水色（スカイブルー）」が使用されることがあり、そうした場合の大半は女性戦士である。
■ 黄（イエロー）
『ゴレンジャー』の大岩大太 / キレンジャーが視聴者に与えた印象は非常に強く、「黄色 = カレー好き」というイメージが強いが、実際にカレーが好物だと強く描写されたイエローは、大岩大太のほかには『太陽戦隊サンバルカン』の豹朝夫 / バルパンサーのみ。ただしカレーに限らなければ、食欲旺盛な人物として描かれるイエローは多い。
同じくキレンジャーの残したイメージに「黄色 = 太っている」というものがあるが、これも実際に該当する例は『大戦隊ゴーグルファイブ』の黄島太 / ゴーグルイエローと『鳥人戦隊ジェットマン』の大石雷太 / イエローオウルくらいで、むしろスリムな戦士が目立つ。東映プロデューサーを務めた鈴木武幸が子供たちの意見を聞いたところ、太ったキャラクターはそれほど人気があるわけではなく、鈴木は『ゴーグルファイブ』の際も「キレンジャーほどには太らせないよう意識していました」と述べている。
『超電子バイオマン』で初めて女性戦士が複数になった際、ピンクと並ぶヒロインの色とされたのがイエローであり、2000年代から2010年代中盤まではほぼ女性専用色となっていた。『キョウリュウジャー』で初期メンバーから外れた理由も「男性の比率を高めるためには、近年女性用のイメージが定着しているイエローは合わない」というものであった。
イエローは多彩なキャラクターを内包する色であり、全員の共通点を挙げるとすればその明るさだけである。
■ 桃（ピンク）
チーム内に複数の女性メンバーがいる場合は個性がかぶらないように考慮してキャラクター設定されるため、たとえば女性イエローが元気で活発であればピンクは大人しい性格となり、女性ブルーが強さを象徴するならばピンクは優しさを担うことになる。
長らく女性専用色であったが、『暴太郎戦隊ドンブラザーズ』にて正式な戦士として男性初のピンクであるキジブラザーが登場する。なお例外として『動物戦隊ジュウオウジャー』の登場人物、森真理夫のコスプレである「ジュウオウヒューマン」が存在する。
■ 緑（グリーン）
初期作品では「ブラック」と両立せず、一方の色が採用される際はもう片方と入れ替わる形になっていた。これは、「緑」と「黒」という暗めの色が多いとにぎやかさに欠け、また両者の識別が難しいという制作上の判断からである。『超新星フラッシュマン』以降、「ブラック」が登場しない作品においては「グリーン」がサブリーダーと設定される場合が増えていった。
『超獣戦隊ライブマン』にて2人の追加戦士が登場する際、「やったことがないことをやろう」という意味を込め、初めてグリーンとブラックが並び立つこととなった。
定番となるキャラクター造型の印象が薄いため、比較的自由に性格設定できる一方で、地味な役割を与えられがちな色である。
長らく男性戦士に限られていたが、『宇宙戦隊キュウレンジャー』にてテレビシリーズでは初となる女性戦士のカメレオングリーンが登場した。
■ 黒（ブラック）
『バトルフィーバー』のバトルケニアで初めて使用されたが、資料によっては、バトルケニアは黒であるとも緑であるともされる。
東映側が「（明確な）初のブラック戦士」であると表明しているのは『大戦隊ゴーグルファイブ』のゴーグルブラックである。黒は悪のイメージが強いためヒーローの色としては避けられていたが、「赤」と同等かそれ以上に強い印象を与え得る色であり、スーツアクターも兼任していた春田純一のキビキビとした動きにふさわしいとして鈴木武幸が採用した。また、それまで銀一色であったAV機器に用いられるなど、黒が身近な色として浸透していた1980年代初頭という時代背景も寄与している。クールでニヒルな「ブルー」をより現代的に進化させたものと言え、『恐竜戦隊ジュウレンジャー』をはじめ上記の類型での「サブリーダー」と結びつくことが多かった。
□ 白（ホワイト）
『ジャッカー電撃隊』のビッグワンで初めて使用された。
白は汚れが目立ったり、屋外撮影で雲に溶け込んだりするため、スーツの色の中でも特に扱いが難しい。そのため使用は避けられがちであり、『忍者戦隊カクレンジャー』でヒロイン用にほぼ白一色のスーツを導入したことは「特徴的」とみなされるほどである。
白い戦士には印象的で特殊な役割が多く、基本色の中でもやや別格扱いである。また、「ホワイト」という色名が入らない独特の名称の戦士が多いのも特徴である。

#### メタルカラー
■ 銀（シルバー）
■ 金（ゴールド）
銀は『電磁戦隊メガレンジャー』のメガシルバー、金は『魔法戦隊マジレンジャー』のマジシャインが初出。
この2色はほぼ追加戦士の専用色となっており、通算使用回数こそ少ないが、2000年代以降はどちらか（あるいは両方）が登場している作品が目立つ。初期メンバーとして採用されたのは『宇宙戦隊キュウレンジャー』のテンビンゴールドとヘビツカイシルバーが初の事例である。
また、1人で上記の2色を兼ねるケースもあり、『海賊戦隊ゴーカイジャー』のゴーカイシルバーが多段変身する「ゴールドモード」や、『動物戦隊ジュウオウジャー』のジュウオウザワールド（黒を加えた3色）、『快盗戦隊ルパンレンジャーVS警察戦隊パトレンジャー』の「ルパンエックス」（銀）および「パトレンエックス」（金）、『暴太郎戦隊ドンブラザーズ』の「ドンドラゴクウ」（金）および「ドントラボルト」（銀）がこれに該当する。

#### その他の色
シリーズの中には上記の分類に当てはめられない戦士も登場し、変則的な参加をする戦士には基本的な色に属さない者も多い。
■ 橙（オレンジ）
『バトルフィーバーJ』のバトルコサックが初。長らく他の使用例がなく、近似色であるイエローとして分類されるケースもあったが、『烈車戦隊トッキュウジャー』で2人目となる（追加戦士である）トッキュウ6号が登場した。また初期メンバーとしては『宇宙戦隊キュウレンジャー』のサソリオレンジが2人目となり、「オレンジ」の名称は初となる。
また、『デカレンジャー』のデカスワンを「白+オレンジ」とする資料もある。
■ 紫（バイオレット）
『ゲキレンジャー』のゲキバイオレットが初出であり、ゲキブルーの兄という設定であったため、青系の色から選ばれての採用となった。初期メンバーとしては、『王様戦隊キングオージャー』のパピヨンオージャーで初採用された。
戦士の名称としてはパープルは使用されていないが、『烈車戦隊トッキュウジャー』の超トッキュウ7号は変身アイテムとしてパープルレッシャーを使用している他、先述の『キングオージャー』のパピヨンオージャーもパープルとして位置づけられている。
■ 臙脂（クリムゾン）
『忍風戦隊ハリケンジャー』に登場した「電光石火ゴウライジャー」のカブトライジャーが初出。赤系統の色であるが、同作品のハリケンレッドに比べて色調が暗いため区別される。
■ 紺（ネイビー）
「電光石火ゴウライジャー」のクワガライジャーが初出。青系統の色であるが、ハリケンブルーに比べて色調が暗いため区別される。先述の「キュウレンジャー」のホウオウソルジャーは赤とのツートンカラーである。
■ 灰色（グレー）
『キョウリュウジャー』のキョウリュウグレーが初出。
■ 水色（シアンorスカイブルー）
『キョウリュウジャー』のキョウリュウシアンが初出。『キュウレンジャー』ではコグマスカイブルー。「シアン」・「スカイブルー」共に青系統の色であるが、『キョウリュウジャー』にはキョウリュウブルーが、『キュウレンジャー』にはオオカミブルーがそれぞれ通常の『青』として登場しているため、名称とともに「青」とは区別されている。
■ 茶色（ブラウン）
『リュウソウジャー』のリュウソウブラウンが初出。
？ 不確定
『デカレンジャー』のデカマスターは独特の色調であり、■ スチールブルーとする資料があるほか、ブラックに分類するゲームがあるなど、扱いはまちまちである。

### 変身アイテム
シリーズ第1作『秘密戦隊ゴレンジャー』では、強化服を折りたたんで「身体のどこか」に隠しているという設定であり、変身に際してはアイテムを使用しない。リアリズムを追求した作風の第2作『ジャッカー電撃隊』は変身のためには「強化カプセル」に入る必要があり、やはり携行できる変身アイテムは用いられない。
強化服を収納した変身アイテムは第3作『バトルフィーバーJ』が初出であるが、「フィーバー！」と叫んで一回転すると一瞬の内にスーツを装着し終えているという表現が基本であり、腕の通信機「バトルシーバー」から強化服が飛び出す光景は第24話になって初めて描かれた。変身時にアイテムをかざすのは、第4作『電子戦隊デンジマン』の「デンジリング」以降である。
1981年の『太陽戦隊サンバルカン』の「バルカンブレス」以降はブレスレット型の変身アイテムが主流となった。これは、当時の子供の憧れの対象が腕時計であり、それを模した玩具が発売されたからである。左右の腕に一対となるブレスレットをはめるのは、1988年の『超獣戦隊ライブマン』の「ツインブレス」を先駆けとする。
1997年の『電磁戦隊メガレンジャー』に登場したメガシルバーの「ケイタイザー」以降携帯電話型アイテムが使われるようになり、そのコンセプトは2001年の『百獣戦隊ガオレンジャー』の「Gフォン」へと継承され、2005年の『魔法戦隊マジレンジャー』の「マージフォン」からは主流となった。これは、この時代の子供たちにとって携帯電話が魅力的で外せないアイテムだからである。そして現在の携帯電話で主流となっているスマートフォン型アイテムは、2013年の『獣電戦隊キョウリュウジャー』の「獣電モバックル」、2014年の『烈車戦隊トッキュウジャー』の「レインボーパス」で部分的に採用した後、同作品に登場するトッキュウ6、7号の変身アイテムで本格的に模した「アプリチェンジャー」が登場している。
近年では『キョウリュウジャー』の「ガブリボルバー」と「獣電池」を皮切りに、共通武器にミニアイテムを装填することで、変身アイテムの役割を兼ねているケースも増えている。

### 戦隊ヒロイン
スーパー戦隊シリーズは基本的に男児向けの作品ではあるが、劇中の主人公には女性メンバー、いわゆる「戦隊ヒロイン」が含まれている。
シリーズ第1作『秘密戦隊ゴレンジャー』に登場するペギー松山 / モモレンジャーは、『仮面ライダー』の「ライダーガールズ」のような人質要員ではなく、他の4人の男性メンバーと同格の戦士として描かれていたことが斬新であった。先行する特撮作品『好き!すき!魔女先生』や『トリプルファイター』にも戦うヒロインは登場していたが、継続的に戦う「本格的な戦士」としてヒロインを描いたのは『ゴレンジャー』が初である。
『ゴレンジャー』のプロデューサーを務めた平山亨は、戦うヒロインを登場させた理由に、子供たちの間の「ヒーローごっこ」における女子の不遇な扱いを挙げている。ごっこ遊びの題材が『仮面ライダー』であれば、「蜂女」のようなショッカー怪人か、さらわれる人質しか女子の役割がなかったからである。『ゴレンジャー』の放映後、男子と女子が一緒になって「5人そろってゴレンジャー！」と名乗りを真似している姿を見た平山は「心底うれしかった」と語っている。
しかしながらシリーズ初期の時点では、女性メンバーは1人だけであり「紅一点」という立場に限られていた。これは、当時の番組制作者たちが女児視聴者の存在を把握できていなかったからである。その理由として、ヒーロー番組を視聴する女児に対しても親が買い与えるのは女児用玩具なので、商業的評価には現れづらい面があったゆえである。そのような中で『太陽戦隊サンバルカン』は男性メンバーのみの3人体制となったが、女性メンバーの不在に対する抗議の手紙が来たことで、制作側も女児層に対する認識を改めることとなった。
1984年の『超電子バイオマン』の企画段階では「男性5人のみによる戦隊」という案も出たが、男性ばかりではドラマ展開が難しくなるため、女性を2人に増やして掛け合いの面白さを出していく方向となった。活発でボーイッシュな小泉ミカ・矢吹ジュン / イエローフォーと、清楚で心優しい桂木ひかる / ピンクファイブという、わかりやすい性格の棲み分けによるダブルヒロイン体制の誕生である。この構成刷新は好評で、翌年は一転して「女性のみの戦隊ではどうか」という案まで出たという。以降、2人の性格と色の設定が入れ替わったり、あるいは紅一点体制に戻ったりと多少の変化を織り込みつつ、この類型が受け継がれていく。
1993年のインタビューで鈴木武幸は「当初はヒロイン不要論もありましたが、今ではかなり認知されたものと思っています」と語っている。またヒロイン像は時代とともに変化するとし、「ひと昔前の戦隊のヒロインは、非常に男っぽく演（や）っていたんですが、今では（略）男には出せないやさしさを持ったヒロインが求められています」と当時の世相に触れた上で「これからの戦隊ヒロインも（略）ヒーローたちと平等な、時にはレッドを救うぐらいのキャラクターになってもいいのではないか」と展望を述べた。
1994年の『忍者戦隊カクレンジャー』では、鶴姫 / ニンジャホワイトが女性メンバーとして初めてリーダーとなった。
2004年の『特捜戦隊デカレンジャー』には、大人っぽいクールビューティの礼紋茉莉花(ジャスミン) / デカイエローと、子供っぽく天真爛漫な胡堂小梅(ウメコ) / デカピンクが登場し、姉妹のようなキャラクター分けがなされていた。従来の「お嬢様とボーイッシュ」型棲み分けが、どこか男性視点での女性選別を感じさせるのに対し、「姉妹」型の棲み分けはそれほどジェンダーを感じさせることはなく、ここで戦隊ヒロイン像はさらなる進化を遂げた。なお『デカレンジャー』にはレギュラーの女性メンバー2名に加えて、ゲスト的扱いのデカスワンとデカブライド、劇場版で一瞬だけ変身したデカゴールドがおり、戦隊シリーズ最多となる総勢5名の女性戦士が登場した。

#### 悪のヒロイン
スーパー戦隊シリーズには、悪の組織に身を置く「ダークヒロイン」もまた登場する。
シリーズ最初期の悪の組織はいわゆる「男所帯」で、敵側の女性キャラクターは出てきてもゲスト扱いであった。『バトルフィーバーJ』第19話から登場したサロメが、レギュラー女性幹部の初の例である。
本格的に悪の女性キャラクターが活躍し始めるのは『電子戦隊デンジマン』で、怖さとユーモアを兼ね備えたヘドリアン女王の下に、忠実な女スパイのミラー＆ケラーが控えている。野口竜によってデザインされた女王の衣装は意図的に胸元を強調しており、ミラーはショートパンツ、ケラーはミニスカートと、どちらも脚線美をあらわにしていた。野口によれば、子供と一緒に番組を視聴していた父親層が、悪役美女に惹かれて積極的に番組を見るようになる現象が、この時期におき始めていたという。
『科学戦隊ダイナマン』から『超新星フラッシュマン』まで4作品にわたりキャラクターデザイナーを務めた出渕裕により、『ダイナマン』の王女キメラ、『電撃戦隊チェンジマン』の女王アハメスなど、SFアニメを実写化したかのような女性キャラクターが次々と登場し、その後のスーパー戦隊シリーズのデザインの方向性を決定づけた。
キャスティングに関して、悪の女幹部には高い演技力を備えた女優を選んでいると鈴木武幸が語っている。ヒーロー側の俳優は若手のため役者としても未熟な面があり、悪側がしっかりしていないと番組がもたないためである。また鈴木は『太陽戦隊サンバルカン』のアマゾンキラー役・賀川雪絵（当時）をはじめとして、成人映画に出演経験のある女優をたびたび悪の女幹部に起用しているが、父親層へのサービスという見方を否定している。鈴木によれば、ヌードになった経験のある女優は根性があり、子供番組を軽んじるようなこともないのだという。
ヘドリアン女王を筆頭に、悪のヒロインたちは総じて自由奔放で、楽しそうに悪事を働くキャラクターが多い。しかも、悪に加担しているにもかかわらず、卑怯な手段を嫌うなど潔癖な面も目立つ。男女平等という観点からは、ヒーロー側よりもむしろ悪の側のほうが、高い地位につく女性の割合が高くて先進的であるといえる。
また、『忍風戦隊ハリケンジャー』のフラビージョや『轟轟戦隊ボウケンジャー』の風のシズカ、『獣電戦隊キョウリュウジャー』の喜びの戦騎キャンデリラ（着ぐるみキャラではあるが、担当声優の戸松遥が人間態役で顔出し出演し、劇中で自らライブ会場で歌うシーンも見せたことがある）のように、天然系で「悪っぽくない悪」のキャラクターも登場するようになり、ダークヒロインは「アイドル化」をも果たすようになっている。

### 諸般の事情による戦隊メンバー交代劇
シリーズ初期には「視聴率不振」や「役者の都合」によって、劇中では「転勤」ないし「殉職」を名目に戦隊メンバーの交代が生じることもあった。シリーズの成長と共にこのような事例は現在ではない。以下にその一例を紹介する。
- 『ゴレンジャー』のキレンジャーが、舞台の仕事と重なって一時交代[101]。
- 『サンバルカン』のバルイーグルが、番組のテコ入れ策の一環として交代[102]。
- 『バイオマン』のイエローフォー交代劇の際、前任者が「スタッフと駆け落ちして失踪」という都市伝説（真相は不明）が発生[101]。

### 追加戦士
追加戦士とは、物語の中盤ごろから登場する、初期から登場しているメンバー（以下初期メンバー）とは出身や能力の異なる戦士のことである。戦隊の基本的な人数が5人であるところから、「6人目の戦士」と総称されることもある。劇中でも『海賊戦隊ゴーカイジャー』第17話にて、同作品の6人目の戦士である伊狩鎧 / ゴーカイシルバーの台詞で使われている。
第2作『ジャッカー電撃隊』に登場したシリーズ初の追加戦士であるビッグワンや、当初3人編成であった第12作『超獣戦隊ライブマン』で途中参戦したブラックバイソン・グリーンサイのように、シリーズ初期における追加戦士は、レギュラーメンバーの増員という形で登場していた。
第8作『超電子バイオマン』のマグネ戦士によって初めて「6人目」という概念が提示されたが、マグネ戦士自体はヒーロー側ではなく悪の戦力に分類されている。第11作『光戦隊マスクマン』のX1マスクが劇中でも6人目の戦士と認められた初の例であるが、1話限りの登場に終わった。
初めて本格的な6人目の戦士となったのは、1992年の第16作『恐竜戦隊ジュウレンジャー』に登場したドラゴンレンジャーである。当初は従来どおり同作品も1年間を5人メンバーで戦い抜く予定であったが、視聴率が好調であったことから実験的にドラゴンレンジャーを登場させることにした。この試みは「5人でひとつ」という戦隊の基本フォーマットを崩すことを意味したため、東映社内でも極秘裏に進められた上、あくまで同作品限定での掟破りに留める構想であったが、ドラゴンレンジャーの人気が予想以上に高かったため、以後のシリーズでも追加戦士は定番の要素となった。
追加戦士には以下に挙げる特徴がある。
デザインが初期メンバーとは異なる
『ジュウレンジャー』のドラゴンレンジャーは、初期メンバー5人との差別化のためにアーマーをまとっていた。これが人気を博したことから、以後の追加戦士もこのコンセプトを概ね踏襲している。
中には、鎧をまとった『星獣戦隊ギンガマン』の黒騎士のように、戦隊スーツの形状を取らない者もいる。
また、『激走戦隊カーレンジャー』のシグナルマンなどのように人間が変身しない特異な戦士のことを、『轟轟戦隊ボウケンジャー』内のミニコーナー「戦隊スペシャルファイル」では「番外ヒーロー」として扱っていた。現在ではレギュラーキャラではない戦士を「番外戦士」と扱う事例が多い（『ゴーカイジャー』でもそのような戦士のレンジャーキーは発売されなかった）。
出自や戦う目的が異なる
小学生が変身する『五星戦隊ダイレンジャー』のキバレンジャー、5人の高校生に対して大人である『電磁戦隊メガレンジャー』のメガシルバーなど、年齢差で強い個性を生む例がある。
1000年前の人物である『百獣戦隊ガオレンジャー』のガオシルバーや戦国時代の武士であった『獣電戦隊キョウリュウジャー』のキョウリュウゴールド、元敵側の怪人であった『烈車戦隊トッキュウジャー』のトッキュウ6号など、初期メンバーとかけ離れた来歴の持ち主もいる。
各シリーズの中盤で登場する
しかし一方で、この定石をあえて崩すことで視聴者にインパクトを与える手法も用いられている。『獣電戦隊キョウリュウジャー』のキョウリュウゴールドは第11話、『手裏剣戦隊ニンニンジャー』のスターニンジャーは第9話と、かなり早い段階で登場した。
逆の例が『爆竜戦隊アバレンジャー』のアバレキラーで、登場後長らく敵側に与するアンチヒーローとして活動し続け、ヒーロー側と共闘にいたったのは登場してから約半年後である終盤の第43話になってからであった。
殉職しやすい傾向がある
初の本格的な追加戦士であるドラゴンレンジャーは、限られた寿命を費やしながら戦った末に落命するという過酷な運命を背負っていた。以降、『未来戦隊タイムレンジャー』のタイムファイヤー、前述のアバレキラー、『特命戦隊ゴーバスターズ』のビートバスターと、ドラマ展開の盛り上がりの中で戦死する追加戦士の例は多い。
ただし『忍風戦隊ハリケンジャー』のシュリケンジャーも戦死したような展開で退場しているが、『忍風戦隊ハリケンジャー 10 YEARS AFTER』では死亡したことになっているのに対し、『爆竜戦隊アバレンジャーVSハリケンジャー』や『手裏剣戦隊ニンニンジャー』では生存した状態で再登場しているため、生死が曖昧になっている。
そうした先入観を逆手に取った演出もまた用いられている。ドラゴンレンジャーとアバレキラーの例から「恐竜モチーフ戦隊の追加戦士は死ぬ」というジンクスがついて回ったキョウリュウゴールドは最終話で蘇生しているほか、「ここが俺の死に場所か」を口癖としていた『烈車戦隊トッキュウジャー』のトッキュウ6号も無事生き延びている。

## テレビシリーズ

### 放送時間
開始当初は、ネットチェンジでTBS系に移動した昭和仮面ライダーシリーズの後番組として毎週土曜19:30に放送され、その後『バトルフィーバーJ』からは毎週土曜18:00に放送された。同時間帯では『ダイナマン』途中より放映時間が25分に短縮されており、また近畿広域圏の朝日放送テレビ（当時は朝日放送）のみ『部長刑事』放送に伴った変則編成で金曜17:30に遅れ放送となっていた。
平成に入ってからは、1989年の『ターボレンジャー』の途中より毎週金曜17:30への時間帯移動が再度行われ、前出の朝日放送テレビもこれに伴い同時ネットとなったが、キー局の夕方ニュース枠の拡大や夏の高校野球中継との兼ね合いから、1997年の『電磁戦隊メガレンジャー』第8話以降より毎週日曜7:30へと三度時間帯移動となり、これに伴って放映時間も30分へと再び拡大された。
2017年10月からは日曜5:50 - 8:30の時間帯にニュース情報番組『サンデーLIVE!!』（テレビ朝日・朝日放送→朝日放送テレビ・メ〜テレ共同制作）を開始するのに伴い、その時点で放送中であった『宇宙戦隊キュウレンジャー』の途中より、それまで朝日放送制作番組（2017年9月終了時点は『住まいのダイエット』）が編成されていた、日曜9:30 - 10:00へと放送時間帯が繰り下げられた。

#### 放送時間帯の変遷
- 本節における通算回数はレギュラー枠で放送された特別編も含む。

| 放送帯                 | 放送時間 | 放送期間 上が放送開始日 下が放送終了日                                                                  | 期間回数 |
| ---------------------- | -------- | --- | -------- |
| 毎週土曜 19:30 - 20:00 | 30分     | 1975年4月5日（ゴレンジャー第1話、通算第1回） 1977年12月24日（ジャッカー最終話、通算第119回）            | 119回    |
| 毎週土曜 18:00 - 18:30 | 30分     | 1979年2月3日（バトルフィーバー第1話、通算第120回） 1983年4月2日（ダイナマン第9話、通算第331回）         | 212回    |
| 毎週土曜 18:00 - 18:25 | 25分     | 1983年4月9日（ダイナマン第10話、通算第332回） 1989年9月30日（ターボレンジャー第31話、通算第661回）      | 330回    |
| 毎週金曜 17:30 - 17:55 | 25分     | 1989年10月6日（ターボレンジャー第32話、通算第662回） 1997年3月28日（メガレンジャー第7話、通算第1036回） | 375回    |
| 毎週日曜 7:30 - 8:00   | 30分     | 1997年4月6日（メガレンジャー第8話、通算第1037回） 2017年9月24日（キュウレンジャー第31話、通算第2051回） | 1015回   |
| 毎週日曜 9:30 - 10:00  | 30分     | 2017年10月1日（キュウレンジャー第32話、通算第2052回）                                                   | 期間中   |

### 放送休止週
2022年現在、以下に挙げられるテレビ番組が放送される場合は、原則としてスーパー戦隊シリーズの放送は休止となる。
- 全日本大学駅伝（11月第1週、2013年より）
- 年末年始

放送時間変更前の2017年までは全米女子オープンゴルフ（7月上旬）により、2019年までは全米オープンゴルフ（6月第3週）により、休止となる場合があった（ただし開催地の時間差により、通常通り放送される年もあった）。これら以外にもオリンピックや世界水泳などといったスポーツ中継やバラエティ特番、それに緊急時の報道特別番組で休止となる場合もある。

### 本シリーズを放映しているネット局

#### 現在のネット局
放送時間は2023年4月現在。字幕放送はANNフルネット局・北日本放送のみ実施。連動データ放送はANNフルネット局のみ実施。
| 放送対象地域   | 放送局             | 系列           | 放送日時           | ネット状況 | 備考              |
| -------------- | ------------------ | -------------- | ------------------ | ---------- | ----------------- |
| 関東広域圏     | テレビ朝日         | テレビ朝日系列 | 日曜 9:30 - 10:00  | 制作局     | 制作局            |
| 北海道         | 北海道テレビ       | テレビ朝日系列 | 日曜 9:30 - 10:00  | 同時ネット |                   |
| 青森県         | 青森朝日放送       | テレビ朝日系列 | 日曜 9:30 - 10:00  | 同時ネット |                   |
| 岩手県         | 岩手朝日テレビ     | テレビ朝日系列 | 日曜 9:30 - 10:00  | 同時ネット | [ 注 12 ]         |
| 宮城県         | 東日本放送         | テレビ朝日系列 | 日曜 9:30 - 10:00  | 同時ネット |                   |
| 秋田県         | 秋田朝日放送       | テレビ朝日系列 | 日曜 9:30 - 10:00  | 同時ネット |                   |
| 山形県         | 山形テレビ         | テレビ朝日系列 | 日曜 9:30 - 10:00  | 同時ネット | [ 注 13 ]         |
| 福島県         | 福島放送           | テレビ朝日系列 | 日曜 9:30 - 10:00  | 同時ネット | [ 116 ] [ 注 14 ] |
| 新潟県         | 新潟テレビ21       | テレビ朝日系列 | 日曜 9:30 - 10:00  | 同時ネット |                   |
| 長野県         | 長野朝日放送       | テレビ朝日系列 | 日曜 9:30 - 10:00  | 同時ネット |                   |
| 静岡県         | 静岡朝日テレビ     | テレビ朝日系列 | 日曜 9:30 - 10:00  | 同時ネット | [ 注 15 ]         |
| 石川県         | 北陸朝日放送       | テレビ朝日系列 | 日曜 9:30 - 10:00  | 同時ネット | [ 注 16 ]         |
| 中京広域圏     | 名古屋テレビ       | テレビ朝日系列 | 日曜 9:30 - 10:00  | 同時ネット |                   |
| 近畿広域圏     | 朝日放送テレビ     | テレビ朝日系列 | 日曜 9:30 - 10:00  | 同時ネット | [ 注 17 ]         |
| 広島県         | 広島ホームテレビ   | テレビ朝日系列 | 日曜 9:30 - 10:00  | 同時ネット |                   |
| 山口県         | 山口朝日放送       | テレビ朝日系列 | 日曜 9:30 - 10:00  | 同時ネット | [ 注 18 ]         |
| 香川県・岡山県 | 瀬戸内海放送       | テレビ朝日系列 | 日曜 9:30 - 10:00  | 同時ネット |                   |
| 愛媛県         | 愛媛朝日テレビ     | テレビ朝日系列 | 日曜 9:30 - 10:00  | 同時ネット |                   |
| 福岡県         | 九州朝日放送       | テレビ朝日系列 | 日曜 9:30 - 10:00  | 同時ネット |                   |
| 長崎県         | 長崎文化放送       | テレビ朝日系列 | 日曜 9:30 - 10:00  | 同時ネット |                   |
| 熊本県         | 熊本朝日放送       | テレビ朝日系列 | 日曜 9:30 - 10:00  | 同時ネット | [ 注 19 ]         |
| 大分県         | 大分朝日放送       | テレビ朝日系列 | 日曜 9:30 - 10:00  | 同時ネット |                   |
| 鹿児島県       | 鹿児島放送         | テレビ朝日系列 | 日曜 9:30 - 10:00  | 同時ネット | [ 注 20 ]         |
| 沖縄県         | 琉球朝日放送       | テレビ朝日系列 | 日曜 9:30 - 10:00  | 同時ネット |                   |
| 山梨県         | 山梨放送           | 日本テレビ系列 | 日曜 5:35 - 6:05   | 遅れネット | [ 注 21 ]         |
| 富山県         | 北日本放送         | 日本テレビ系列 | 日曜 6:30 - 7:00   | 遅れネット | [ 注 22 ]         |
| 福井県         | 福井テレビ         | フジテレビ系列 | 日曜 5:30 - 6:00   | 遅れネット |                   |
| 島根県・鳥取県 | さんいん中央テレビ | フジテレビ系列 | 金曜 15:15 - 15:45 | 遅れネット |                   |
| 徳島県         | 四国放送           | 日本テレビ系列 | 金曜 10:55 - 11:25 | 遅れネット |                   |
| 高知県         | テレビ高知         | TBS系列        | 日曜 6:15 - 6:45   | 遅れネット | [ 注 23 ]         |
| 宮崎県         | 宮崎放送           | TBS系列        | 土曜 5:45 - 6:15   | 遅れネット |                   |

#### 過去のネット局
系列・局名は放送当時のもの。テレビ朝日系列新局開局やネットチェンジ、電波相互乗り入れによる終了は◎を付加してある。
| 放送対象地域   | 放送局         | 系列                                         | 備考                                                                                            |
| -------------- | -------------- | -------------------------------------------- | ----------------------------------------------------------------------------------------------- |
| 青森県         | 青森放送       | 日本テレビ系列 テレビ朝日系列                | ◎1991年9月まで                                                                                  |
| 岩手県         | テレビ岩手     | 日本テレビ系列 テレビ朝日系列                | 『ジャッカー電撃隊』まで。                                                                      |
| 岩手県         | IBC岩手放送    | TBS系列                                      | ◎1996年3月まで 1995年6月までは岩手放送                                                          |
| 秋田県         | 秋田放送       | 日本テレビ系列                               | ◎1992年9月まで                                                                                  |
| 山形県         | 山形放送       | 日本テレビ系列 テレビ朝日系列                | ◎1993年2月18日の『ジュウレンジャー』終了まで 1980年3月までは日本テレビ系単独加盟局              |
| 宮城県         | ミヤギテレビ   | 日本テレビ系列 テレビ朝日系列                | ◎1975年10月3日まで                                                                              |
| 福島県         | 福島中央テレビ | 日本テレビ系列 テレビ朝日系列                | ◎1981年8月25日まで                                                                              |
| 新潟県         | 新潟放送       | TBS系列                                      | ◎1983年8月12日まで                                                                              |
| 山梨県         | テレビ山梨     | TBS系列                                      | ◎1975年7月21日から1978年1月23日まで（『ジャッカー電撃隊』までネット）                           |
| 長野県         | 長野放送       | フジテレビ系列                               | ◎1980年9月まで                                                                                  |
| 長野県         | テレビ信州     | 日本テレビ系列 テレビ朝日系列                | ◎1980年10月から1991年3月まで                                                                    |
| 静岡県         | 静岡放送       | TBS系列                                      | 1977年12月まで                                                                                  |
| 石川県         | 石川テレビ     | フジテレビ系列                               | 1979年2月まで、1985年10月から1986年3月まで                                                      |
| 石川県         | 北陸放送       | TBS系列                                      | 1979年2月から1985年9月24日まで                                                                  |
| 福井県         | 福井放送       | 日本テレビ系列 テレビ朝日系列                | 『ジャッカー電撃隊』まで                                                                        |
| 岡山県         | 岡山放送       | フジテレビ系列 テレビ朝日系列                | ◎1979年3月まで 1979年4月の相互乗り入れにより瀬戸内海放送へ一本化                                |
| 島根県・鳥取県 | 日本海テレビ   | 日本テレビ系列                               | 1989年9月まで                                                                                   |
| 山口県         | テレビ山口     | TBS系列                                      | ◎1993年9月まで 1978年9月まではFNS・ANNとのトリプルネット局 1987年9月まではFNSとのクロスネット局 |
| 愛媛県         | 愛媛放送       | フジテレビ系列                               | ◎1995年2月まで                                                                                  |
| 長崎県         | 長崎放送       | TBS系列                                      | ◎1990年3月まで                                                                                  |
| 熊本県         | 熊本放送       | TBS系列                                      | 1977年12月まで                                                                                  |
| 熊本県         | テレビ熊本     | フジテレビ系列 テレビ朝日系列                | ◎1979年2月から1989年8月まで 1982年3月まではNNSとのトリプルネット局                              |
| 大分県         | 大分放送       | TBS系列                                      | ◎1993年9月まで、一部作品は未放送                                                                |
| 鹿児島県       | 鹿児島テレビ   | 日本テレビ系列 フジテレビ系列 テレビ朝日系列 | ◎1982年3月まで                                                                                  |
| 沖縄県         | 沖縄テレビ     | フジテレビ系列                               | 1977年12月まで                                                                                  |
| 沖縄県         | 琉球放送       | TBS系列                                      | ◎1979年2月から1995年9月まで                                                                     |

#### ネット局に関する備考
- 朝日放送テレビでは、認定放送持株会社移行に伴う商号変更ならびに分社化前の朝日放送時代には、金曜夕方に放送していたころに毎年8月は夏の高校野球中継により休止となることが度々あった。3 - 4試合日の番組表では中継は17:30終了とされていたものの、ほとんどの場合18:00まで（日によってはそれ以降も）の延長オプションを行使されたため、事実上の放送休止となることも多かった。放送できなかった分は大会終了後最初の放送日に平日午前または夕方に振替放送された。この休止の頻発は日曜7時台後半へと放送時間が変更されたのに伴い一旦は解消されていたが、先述の『サンデーLIVE!!』開始に伴い日曜9時台後半に移動後は以前のような状況に復すことになり、高校野球中継時は他日に振替放送となる。
- 同じく金曜夕方に放送されていた1996年ごろには、新潟テレビ21・岩手朝日テレビ[注 12]・山口朝日放送・鹿児島放送がそれぞれ平日17:00から2時間枠（『ステーションEYE』内包）のローカル生ワイド番組を放送する関係上、16:30に放送されたことがあった[注 29]。また、新潟テレビ21では6:00にネットセールススポンサーつきで再放送された。
- 静岡朝日テレビでは、2000年 - 2009年3月まで土曜朝7:30 - 8:00に放送されていたが、2009年4月から平成仮面ライダーシリーズ（同じく3月まで日曜7:30 - 8:00）も同様に同時ネット化された。

#### ネット配信など
- 東映が2011年8月よりYouTube公式チャンネル「東映特撮 YouTube Official」を開設しており、その中で以前放送されたシリーズが毎週配信されている。開設当初はPCのみ視聴可能であったが、後にスマートフォンのYouTubeアプリでも見られるようになった。
- また同様にニコニコ動画でも、2012年3月に「東映ニコニコおふぃしゃる」として専用チャンネルを開設している。毎週配信はYouTubeの公式チャンネルと同様であるが、3日間の無料期間が経過後は有料での配信に移行するなどといった違いも見られる。
- バンダイチャンネルでも配信されている。こちらは第1話のみ無料で視聴可能で第2話以降は有料になっているなど、前述のニコニコ動画版・Youtube版とも異なる部分がある[131]。
- Google Playの映画&テレビで『侍戦隊シンケンジャー』の全話が配信されている。また一部の劇場版も配信されている。
- iTunes Storeの映画では劇場版が配信されている｡
- Amazonプライム・ビデオ ｢マイ★ヒーローズ｣では、20世紀に放送された戦隊シリーズを配信している[132]｡
- 2015年10月よりスマートフォン向けアプリの「東映特撮ファンクラブ」が開設。本シリーズからは全作品の配信に加え、現行作品の見逃し配信も毎週放送終了後の日曜10時（枠移動前は8時30分）より実施されている。同様の見逃し配信は2017年2月よりテレビ朝日とKDDIによる「TELASA（旧称：ビデオパス）」でも開始、また、2022年3月からはAmazonプライム・ビデオでは水曜日更新で見逃し配信を開始している。2023年3月からはTVerとABEMAでもTELASAと同様の見逃し配信が実施され、これに伴い『キングオージャー』以降の作品では次回予告後に見逃し配信の告知が行われるようになった。

## シリーズ関連作品

### 劇場作品
| 公開日                   | タイトル                                                                               | 公開枠                                                              | 映画限定・先行登場 | 併映作 | 備考 |
| ------------------------ | -------------------------------------------------------------------------------------- | ------------------------------------------------------------------- | --- | --- | --- |
| 1975年7月26日            | 秘密戦隊ゴレンジャー                                                                   | 東映まんがまつり                                                    | | ちびっ子レミと名犬カピより 家なき子 グレートマジンガー対ゲッターロボG 空中大激突 宇宙円盤大戦争 野生のエルザ 仮面ライダーストロンガー がんばれ!!ロボコン ゆかいな仲間           | 第6話再編集 |
| 1975年12月20日           | 秘密戦隊ゴレンジャー 青い大要塞                                                        | 東映まんがまつり                                                    | | アンデルセン物語 マッチ売りの少女 がんばれ!!ロボコン ムギョギョ!食いねェ アクマイザー3 UFOロボ グレンダイザー                                                                   | 第15話再編集 一部地域での限定公開 |
| 1976年3月20日            | 秘密戦隊ゴレンジャー 真赤な猛進撃!                                                     | 東映まんがまつり                                                    | | 長靴をはいた猫 80日間世界一周 ロボコンの大冒険 UFOロボ グレンダイザー対グレートマジンガー 一休さん                                                                              | 第36話再編集 |
| 1976年 7月22日           | 秘密戦隊ゴレンジャー 爆弾ハリケーン                                                    | 東映まんがまつり                                                    | | アリババと40匹の盗賊 グレンダイザー ゲッターロボG グレートマジンガー 決戦! 大海獣 ザ・カゲスター 宇宙鉄人キョーダイン 一休さん 虎たいじ 母をたずねて三千里 山口さんちのツトム君 | |
| 1976年 12月19日          | 秘密戦隊ゴレンジャー 火の山最期の大噴火                                                | 冬休み東映まんがまつり                                              | | 西遊記 UFOロボ グレンダイザー 赤い夕陽の対決 ピノキオよりピコリーノの冒険 一休さん おねしょお姫さま 忍者キャプター                                                              | 第54話再編集 一部地域での限定公開 |
| 1977年7月17日            | ジャッカー電撃隊                                                                       | 東映まんがまつり                                                    | | 世界名作童話 せむしの仔馬 惑星ロボ ダンガードA対昆虫ロボット軍団 あらいぐまラスカル ドカベン 甲子園への道 キャンディ・キャンディ 大鉄人17 空中戦艦                              | 第7話再編集 |
| 1978年3月18日            | ジャッカー電撃隊VSゴレンジャー                                                         | 東映まんがまつり                                                    | | 世界名作童話 おやゆび姫 惑星ロボ ダンガードA 宇宙大海戦 キャンディ・キャンディ 春の呼び声 一休さんとやんちゃ姫                                                                  | |
| 1979年7月21日            | バトルフィーバーJ                                                                      | '79 国際児童年記念 東映まんがまつり                                 | | パンダの大冒険 SF西遊記スタージンガー 悪魔のバリバリゾーン 花の子ルンルン ねずみのよめいり                                                                                      | 第5話再編集 一部地域での限定公開 |
| 1980年7月12日            | 電子戦隊デンジマン                                                                     | 東映まんがまつり                                                    | | 白雪姫 電子戦隊デンジマン 魔法少女ララベル 海が呼ぶ夏休み ゲゲゲの鬼太郎 | |
| 1981年7月18日            | 太陽戦隊サンバルカン                                                                   | 東映まんがまつり                                                    | | 101匹わんちゃん大行進 ミッキーマウスとドナルドダック Dr.スランプ アラレちゃん ハロー!不思議島                                                                                   | |
| 1982年3月30日            | 大戦隊ゴーグルファイブ                                                                 | 東映まんがまつり                                                    | | 世界名作童話 アラジンと魔法のランプ まんが日本昔ばなし ほらふき天狗、おけさねこ あさりちゃん 愛のメルヘン少女                                                                   | |
| 1983年3月13日            | 科学戦隊ダイナマン                                                                     | 東映まんがまつり                                                    | | まんがイソップ物語 Dr.スランプ アラレちゃん ほよよ!世界一周大レース バッテンロボ丸 お化け飼う少女                                                                               | 後に第32話としてTV放送 |
| 1984年7月14日            | 超電子バイオマン                                                                       | 東映まんがまつり                                                    | | キン肉マン 奪われたチャンピオンベルト 宇宙刑事シャイダー The・かぼちゃワイン ニタの愛情物語                                                                                     | |
| 1985年3月16日            | 電撃戦隊チェンジマン                                                                   | 東映まんがまつり 4大作品が揃って、春休みいちばん!                   | | キン肉マン 正義超人vs古代超人 GU-GUガンモ とんがり帽子のメモル | |
| 1985年7月13日            | 電撃戦隊チェンジマン2 （電撃戦隊チェンジマン シャトルベース! 危機一髪!）               | 東映まんがまつり                                                    | | キャプテン翼 ヨーロッパ大決戦 Dr.スランプ アラレちゃん ほよよ!夢の都メカポリス キン肉マン 逆襲!宇宙かくれ超人                                                                   | |
| 1986年3月15日            | 超新星フラッシュマン                                                                   | 東映まんがまつり                                                    | | キン肉マン ニューヨーク危機一髪! キャプテン翼 明日に向って走れ! ゲゲゲの鬼太郎 妖怪大戦争                                                                                       | |
| 1987年3月14日            | 超新星フラッシュマン 大逆転!タイタンボーイ                                             | 東映まんがまつり                                                    | | グリム童話 金の鳥 新メイプルタウン物語 パームタウン編 | 第15-18話再編集 |
| 1987年7月18日            | 光戦隊マスクマン                                                                       | 東映まんがまつり                                                    | | ドラゴンボール 魔神城のねむり姫 聖闘士星矢 超人機メタルダー | |
| 1989年3月18日            | 高速戦隊ターボレンジャー                                                               | 東映まんがまつり                                                    | | 聖闘士星矢 最終聖戦の戦士たち おそ松くん スイカの星からこんにちはザンス! ひみつのアッコちゃん                                                                                   | |
| 1993年4月17日            | 五星戦隊ダイレンジャー                                                                 | 東映スーパーヒーローフェア                                          | | 仮面ライダーZO 特捜ロボ ジャンパーソン | |
| 1994年4月16日            | 忍者戦隊カクレンジャー                                                                 | 東映スーパーヒーローフェア                                          | | 仮面ライダーJ ブルースワット | |
| 1994年8月6日             | スーパー戦隊ワールド                                                                   | 東映シネマファンタジー'94                                           | | 仮面ライダーワールド 東映ヒーロー大集合 | |
| 1995年4月15日            | 超力戦隊オーレンジャー                                                                 | 東映スーパーヒーローフェア                                          | | 人造人間ハカイダー 重甲ビーファイター | |
| 1996年4月20日            | パワーレンジャー・映画版                                                               |                                                                     | ニンジャゾード | | 米映画 |
| 1997年3月28日 (米公開日) | Turbo: A Power Rangers Movie （パワーレンジャー・ターボ映画版 誕生!ターボパワー）      |                                                                     | | | 米映画 日本ではCS放送 |
| 2001年9月22日            | 劇場版 百獣戦隊ガオレンジャー 火の山、吼える                                           |                                                                     | ガオナイト ガオコング | 劇場版 仮面ライダーアギト PROJECT G4 | |
| 2002年8月17日            | 忍風戦隊ハリケンジャー シュシュッと THE MOVIE                                          |                                                                     | トライコンドル 天雷旋風神 | 劇場版 仮面ライダー龍騎 EPISODE FINAL | |
| 2003年8月16日            | 爆竜戦隊アバレンジャー DELUXE アバレサマーはキンキン中!                                |                                                                     | バクレイザー キラーアバレンオー バクレンオー | 劇場版 仮面ライダー555 パラダイス・ロスト | |
| 2004年9月11日            | 特捜戦隊デカレンジャー THE MOVIE フルブラスト・アクション                              |                                                                     | ブラストバギー デカレンジャーロボ フルブラストカスタム | 劇場版 仮面ライダー剣 MISSING ACE | |
| 2005年9月3日             | 魔法戦隊マジレンジャー THE MOVIE インフェルシアの花嫁                                  |                                                                     | 一角聖馬ユニゴルオン セイントカイザー | 劇場版 仮面ライダー響鬼と7人の戦鬼 | |
| 2006年8月5日             | 轟轟戦隊ボウケンジャー THE MOVIE 最強のプレシャス                                      |                                                                     | ダイタンケン | 劇場版 仮面ライダーカブト GOD SPEED LOVE | |
| 2007年8月4日             | 電影版 獣拳戦隊ゲキレンジャー ネイネイ!ホウホウ!香港大決戦                             |                                                                     | リンライオン リンカメレオン ゲキリントージャ | 劇場版 仮面ライダー電王 俺、誕生! おまけ モモタロスのなつやすみ | 短編にマスター・シャーフー出演 |
| 2008年8月9日             | 炎神戦隊ゴーオンジャー BUNBUN!BANBAN!劇場BANG!!                                        |                                                                     | 炎神烈鷹 炎神獅子之進 炎神月之輪 炎神大将軍 | 劇場版 仮面ライダーキバ 魔界城の王 おまけ モモタロスのまっかっか城の王 | 短編にゴーオンレッドがゲスト出演 |
| 2009年1月24日            | 劇場版 炎神戦隊ゴーオンジャーVSゲキレンジャー                                          | 新春スーパー戦隊祭                                                  | | '08真夏のゴーオンライブ! '09ニューヒーロー戦力ファイル! | ふうけもん代替映画 |
| 2009年8月8日             | 侍戦隊シンケンジャー 銀幕版 天下分け目の戦                                             |                                                                     | 恐竜ディスク 恐竜折神 キョウリュウシンケンオー | 劇場版 仮面ライダーディケイド オールライダー対大ショッカー | 3D映画 |
| 2010年1月30日            | 侍戦隊シンケンジャーVSゴーオンジャー 銀幕BANG!!                                        | スーパー戦隊祭                                                      | ハイパーゴーオンレッド | | |
| 2010年8月7日             | 天装戦隊ゴセイジャー エピックON THEムービー                                            |                                                                     | ゴセイワンダー ゴセイカブト ゴセイクロコダイル ゴセイエレファント ゴセイドルフィン ワンダーゴセイグレート | 仮面ライダーW FOREVER AtoZ/運命のガイアメモリ | 3D映画 |
| 2011年1月22日            | 天装戦隊ゴセイジャーVSシンケンジャー エピックon銀幕                                    | スーパー戦隊祭                                                      | グランドハイパーゴセイグレート | | |
| 2011年6月11日            | ゴーカイジャー ゴセイジャー スーパー戦隊199ヒーロー大決戦                              |                                                                     | ゴレンゴーカイオー スーパー戦隊バズーカ | | スーパー戦隊35作記念 &東映創立60周年記念作品 |
| 2011年8月6日             | 海賊戦隊ゴーカイジャー THE MOVIE 空飛ぶ幽霊船                                          |                                                                     | にせゴーカイオー | 劇場版 仮面ライダーオーズ WONDERFUL 将軍と21のコアメダル | 3D映画 |
| 2012年1月21日            | 海賊戦隊ゴーカイジャーVS宇宙刑事ギャバン THE MOVIE                                     | スーパー戦隊祭                                                      | ギャバンブートレグ | | スーパー戦隊35作記念 ・宇宙刑事30周年記念作品 |
| 2012年4月21日            | 仮面ライダー×スーパー戦隊 スーパーヒーロー大戦                                         | スーパーヒーロー大戦                                                | ライダーキー ロケットゴーバスターオー ロケットドリルゴーバスターオー | | |
| 2012年8月4日             | 特命戦隊ゴーバスターズ THE MOVIE 東京エネタワーを守れ!                                 |                                                                     | FS-0O フロッグ ゴーバスターケロオー | 仮面ライダーフォーゼ THE MOVIE みんなで宇宙キターッ! | |
| 2013年1月19日            | 特命戦隊ゴーバスターズVS海賊戦隊ゴーカイジャー THE MOVIE                               | スーパー戦隊祭                                                      | バディロイドキー メガゾードキー 黒いゴーカイガレオン | | |
| 2013年4月27日            | 仮面ライダー×スーパー戦隊×宇宙刑事 スーパーヒーロー大戦Z                               | スーパーヒーロー大戦                                                | メタルヒーローキー スーパー戦隊ウィザードリング ミラクルウィザードリング | | |
| 2013年8月3日             | 劇場版 獣電戦隊キョウリュウジャー ガブリンチョ・オブ・ミュージック                     |                                                                     | ガブルアームド・オン ガブティラ獣電池 デスリュウジャー獣電池 トバスピノ獣電池 トバスピノ スピノダイオー | 劇場版 仮面ライダーウィザード in Magic Land | |
| 2014年1月18日            | 獣電戦隊キョウリュウジャーVSゴーバスターズ 恐竜大決戦! さらば永遠の友よ                | スーパー戦隊祭                                                      | ジュウレンジャー獣電池 アバレンジャー獣電池 ゴーバスターズ獣電池 タテガミライデンキョウリュウジン | | |
| 2014年3月29日            | 平成ライダー対昭和ライダー 仮面ライダー大戦 feat.スーパー戦隊                          | スーパーヒーロー大戦                                                | キョウリュウジャーレッシャー デンオウレッシャー トッキュウオーキョウリュウジン feat.デンライナー | | |
| 2014年7月19日            | 烈車戦隊トッキュウジャー THE MOVIE ギャラクシーラインSOS                               |                                                                     | サファリレッシャー（ライオン） サファリレッシャー（イーグル） サファリレッシャー（ワイルドキャット） サファリレッシャー（アリゲーター） サファリレッシャー（パンダ） サファリガオー 超トッキュウオー ポリス&シールド | 劇場版 仮面ライダー鎧武 サッカー大決戦!黄金の果実争奪杯! | |
| 2015年1月17日            | 烈車戦隊トッキュウジャーVSキョウリュウジャー THE MOVIE                                 | スーパー戦隊祭                                                      | ブレイブ獣電池 キョウリュウジャーレッシャー | | |
| 2015年3月21日            | スーパーヒーロー大戦GP 仮面ライダー3号                                                 | スーパーヒーロー大戦                                                | トライドロンシュリケン トライドロン（ロボット） シュリケンジントライドロン | | |
| 2015年8月8日             | 手裏剣戦隊ニンニンジャー THE MOVIE 恐竜殿さまアッパレ忍法帖!                           |                                                                     | ダイノマル シュリケンジンダイノ | 劇場版 仮面ライダードライブ サプライズ・フューチャー | |
| 2016年1月23日            | 手裏剣戦隊ニンニンジャーVSトッキュウジャー THE MOVIE 忍者・イン・ワンダーランド        | スーパー戦隊祭                                                      | 覇王トッキュウダイオー | | |
| 2016年8月6日             | 劇場版 動物戦隊ジュウオウジャー ドキドキサーカスパニック!                              |                                                                     | キューブコンドル コンドルワイルド | 劇場版 仮面ライダーゴースト 100の眼魂とゴースト運命の瞬間 | |
| 2017年1月14日            | 劇場版 動物戦隊ジュウオウジャーVSニンニンジャー 未来からのメッセージ from スーパー戦隊 | スーパー戦隊祭                                                      | ワイルドトウサイシュリケンキング | | |
| 2017年3月25日            | 仮面ライダー×スーパー戦隊 超スーパーヒーロー大戦                                       | スーパーヒーロー大戦                                                | 超スーパーヒーローカード 仮面戦隊ゴライダー | | |
| 2017年7月15日            | パワーレンジャー                                                                       |                                                                     | パワーモーファー Tレックスバトルゾード セイバートゥースバトルゾード トリケラトプスバトルゾード マストドンバトルゾード プテロダクティルバトルゾード メガゾード                                                        | | 米映画 |
| 2017年8月5日             | 宇宙戦隊キュウレンジャー THE MOVIE ゲース・インダベーの逆襲                            |                                                                     | ケルベロスキュータマ ケルベロスボイジャー ケルベリオス ガル・バイク形態 ギョシャキュータマ ポンプキュータマ | 劇場版 仮面ライダーエグゼイド トゥルー・エンディング | |
| 2018年8月4日             | 快盗戦隊ルパンレンジャーVS警察戦隊パトレンジャー en film                               |                                                                     | ジャックポットストライカー ルパンレックス | 劇場版 仮面ライダービルド Be The One | |
| 2019年7月26日            | 騎士竜戦隊リュウソウジャー THE MOVIE タイムスリップ!恐竜パニック!!                     |                                                                     | ディノミーゴ コブラーゴ ビュービューソウル キシリュウジン | 劇場版 仮面ライダージオウ Over Quartzer | |
| 2020年2月8日             | 劇場版 騎士竜戦隊リュウソウジャーVSルパンレンジャーVSパトレンジャー                    | スーパー戦隊MOVIEパーティー                                         | ルパンソウル スーパーパトレン2号 スーパーリュウソウグリーン | 同時公開 | |
| 2020年2月8日             | 魔進戦隊キラメイジャー エピソードZERO                                                  | スーパー戦隊MOVIEパーティー                                         | 赤いスポーツカー魔進（魔進マッカ） | 同時公開 | HUGっと!プリキュア、スター☆トゥインクルプリキュア、ヒーリングっど♥プリキュアゲスト テレビシリーズ新作放送延期の代替放送としてテレビ放送                                   |
| 2021年2月20日            | 魔進戦隊キラメイジャー THE MOVIE ビー・バップ・ドリーム                                | スーパー戦隊MOVIEレンジャー2021                                     | 魔進ショベロークリアレッドver. キングエクスプレスザビューンドリームジャンボビクトリーバズーカ | 同時公開 | 当初の公開予定日は2020年7月23日で、劇場版 仮面ライダーゼロワンとの同時上映が予定されていた 後に新型コロナウイルス感染拡大の影響で公開延期となったのに伴い、併映作品も変更 |
| 2021年2月20日            | 騎士竜戦隊リュウソウジャー 特別編 メモリー・オブ・ソウルメイツ                         | スーパー戦隊MOVIEレンジャー2021                                     | | 同時公開 | 当初の公開予定日は2020年7月23日で、劇場版 仮面ライダーゼロワンとの同時上映が予定されていた 後に新型コロナウイルス感染拡大の影響で公開延期となったのに伴い、併映作品も変更 |
| 2021年2月20日            | 機界戦隊ゼンカイジャー THE MOVIE 赤い戦い! オール戦隊大集会!!                          | スーパー戦隊MOVIEレンジャー2021                                     | 赤いセンタイギア（センタイギア オール戦隊レッド） | 同時公開 | 当初の公開予定日は2020年7月23日で、劇場版 仮面ライダーゼロワンとの同時上映が予定されていた 後に新型コロナウイルス感染拡大の影響で公開延期となったのに伴い、併映作品も変更 |
| 2021年7月22日            | セイバー+ゼンカイジャー スーパーヒーロー戦記                                           |                                                                     | スーパーヒーロー戦記ワンダーライドブック 非公認センタイギア アキバレンジャー | 劇場版 仮面ライダーリバイス | 仮面ライダー50周年×スーパー戦隊45作品記念 副音声配信 |
| 2022年7月22日            | 暴太郎戦隊ドンブラザーズ THE MOVIE 新・初恋ヒーロー                                    |                                                                     | | 劇場版 仮面ライダーリバイス バトルファミリア お昼のショッカーさん THE ムービィー                                                                                                | |
| 2023年7月28日            | 映画 王様戦隊キングオージャー アドベンチャー・ヘブン                                   |                                                                     | | 映画 仮面ライダーギーツ 4人のエースと黒狐 | |
| 2024年7月26日            | 爆上戦隊ブンブンジャー 劇場BOON! プロミス・ザ・サーキット                              | 仮面ライダー THE SUMMER MOVIE 2024                                  | サンシーターカー | 仮面ライダーガッチャード ザ・フューチャー・デイブレイク | |
| 2024年7月25日            | ナンバーワン戦隊ゴジュウジャー 復活のテガソード                                        | 仮面ライダーガヴ&ナンバーワン戦隊ゴジュウジャー Wヒーロー夏映画2025 | テガソードオリジン | 仮面ライダーガヴ お菓子の家の侵略者 | |

### Vシネマ作品
- 超力戦隊オーレンジャー オーレVSカクレンジャー
- 激走戦隊カーレンジャーVSオーレンジャー
- 電磁戦隊メガレンジャーVSカーレンジャー
- 星獣戦隊ギンガマンVSメガレンジャー
- 救急戦隊ゴーゴーファイブ 激突!新たなる超戦士
- 救急戦隊ゴーゴーファイブVSギンガマン
- 未来戦隊タイムレンジャーVSゴーゴーファイブ
- 百獣戦隊ガオレンジャーVSスーパー戦隊
- 忍風戦隊ハリケンジャーVSガオレンジャー
- 爆竜戦隊アバレンジャーVSハリケンジャー
- 特捜戦隊デカレンジャーVSアバレンジャー
- 魔法戦隊マジレンジャーVSデカレンジャー
- 轟轟戦隊ボウケンジャーVSスーパー戦隊
- 獣拳戦隊ゲキレンジャーVSボウケンジャー
- 帰ってきた侍戦隊シンケンジャー 特別幕
- 帰ってきた天装戦隊ゴセイジャー last epic
- 帰ってきた特命戦隊ゴーバスターズVS動物戦隊ゴーバスターズ
- 忍風戦隊ハリケンジャー 10 YEARS AFTER
- 帰ってきた獣電戦隊キョウリュウジャー 100 YEARS AFTER
- 行って帰ってきた烈車戦隊トッキュウジャー 夢の超トッキュウ7号
- 特捜戦隊デカレンジャー 10 YEARS AFTER
- 帰ってきた手裏剣戦隊ニンニンジャー  ニンニンガールズVSボーイズ FINAL WARS
- 帰ってきた動物戦隊ジュウオウジャー お命頂戴!地球王者決定戦
- 宇宙戦隊キュウレンジャー Episode of スティンガー
- 炎神戦隊ゴーオンジャー 10 YEARS GRANDPRIX
- ルパンレンジャーVSパトレンジャーVSキュウレンジャー
- 魔進戦隊キラメイジャーVSリュウソウジャー
- テン・ゴーカイジャー
- 機界戦隊ゼンカイジャーVSキラメイジャーVSセンパイジャー
- 暴太郎戦隊ドンブラザーズVSゼンカイジャー
- 忍風戦隊ハリケンジャーでござる! シュシュッと20th Anniversary
- 爆竜戦隊アバレンジャー 20th 許されざるアバレ
- 王様戦隊キングオージャーVSドンブラザーズ
- 王様戦隊キングオージャーVSキョウリュウジャー
- 特捜戦隊デカレンジャー 20th ファイヤーボール・ブースター
- 爆上戦隊ブンブンジャーVSキングオージャー

他シリーズとのクロスオーバー作品
- スペース・スクワッド
- 2017年6月17日に先行して2作同時に劇場上映され、後に続編も制作された。
  - スペース・スクワッド ギャバンVSデカレンジャー  2017年6月17日期間限定劇場先行上映。2017年7月19日発売。
  - ガールズ・イン・トラブル スペース・スクワッド EPISODE ZERO  2017年6月17日期間限定劇場先行上映。2017年8月9日発売。
  - 宇宙戦隊キュウレンジャーVSスペース・スクワッド  2018年6月30日期間限定劇場先行上映。2018年8月8日発売。

『特捜戦隊デカレンジャー』と宇宙刑事シリーズ（メタルヒーローシリーズ）、および『宇宙戦隊キュウレンジャー』とのクロスオーバー作品。
VSシリーズテレビ放送枠
- スーパー戦隊VSシリーズ劇場

### 特典オリジナルビデオ
「テレビマガジン」などの講談社幼年誌による応募者全員プレゼントビデオ。『マジレンジャー』（2005年）よりビデオ (VHS) からDVDとなる。『ゴーバスターズ』（2012年）から『ニンニンジャー』（2015年）までは、テレビマガジン付録DVDとして制作された。
『ダイレンジャー』（1993年）、『ボウケンジャー』（2006年）、『ジュウオウジャー』（2016年）、『キュウレンジャー』（2017年）、『リュウソウジャー』（2019年）以降は制作されていないが、ダイレンジャーは「バトルCD気力ディスク」が「てれびくん」応募者全員サービスとして実施され、ボウケンジャーは「テレビマガジン」本誌に30戦隊紹介DVD「30スーパー戦隊せいぞろい!パーフェクトバトルDVD」が付録として同梱された。2018年には小学館の『てれびくん』より初のWヒロインによるDVDが発売。なお、同時期の仮面ライダーシリーズでは、てれびくん付録付きDVDおよび応募者全員プレゼントビデオは全て小学館製作である。
- 恐竜戦隊ジュウレンジャー ダイノビデオ（小学館の学習雑誌制作）
- 忍者戦隊カクレンジャー スーパービデオ 秘伝之巻
- 超力戦隊オーレンジャー スーパービデオ 隊員手帳
- 超力戦隊オーレンジャー スーパービデオ オーレ!超力情報局
- 激走戦隊カーレンジャー スーパービデオ
- 電磁戦隊メガレンジャー スーパービデオ きみもなれるぞ!メガヒーロー
- 星獣戦隊ギンガマン スーパービデオ ひみつのちえの実
- 救急戦隊ゴーゴーファイブ スーパービデオ 五つのおしえ
- 未来戦隊タイムレンジャー スーパービデオ 最強ヒーロー全ひみつ
- 百獣戦隊ガオレンジャー スーパービデオ 対決!ガオレンジャーVSガオシルバー 炎のピヨちゃんたんじょう!
- 忍風戦隊ハリケンジャー スーパービデオ スーパー忍者とスーパー黒子
- 爆竜戦隊アバレンジャー スーパービデオ オール爆竜爆笑バトル
- 特捜戦隊デカレンジャー スーパービデオ 超必殺わざ勝負!デカレッドVSデカブレイク
- 魔法戦隊マジレンジャー スペシャルDVD 大公開!黄金グリップフォンの超魔法〜ゴル・ゴール・ゴー・ゴー〜
- 獣拳戦隊ゲキレンジャー スペシャルDVD ギュンギュン!拳聖大運動会
- 炎神戦隊ゴーオンジャー スペシャルDVD ゼミナールだよ!全員GO-ON!
- 侍戦隊シンケンジャー スペシャルDVD 光侍驚変身
- 天装戦隊ゴセイジャー スペシャルDVD ガッチャ☆ミラクル!総集編!!
- 海賊戦隊ゴーカイジャー キンキンに!ド派手に行くぜ!36段ゴーカイチェンジ!!
- 特命戦隊ゴーバスターズVSビートバスターVS J
- 獣電戦隊キョウリュウジャー でたァ〜ッ!まなつのアームド・オンまつり!!
- 烈車戦隊トッキュウジャー さらばチケットくん! 荒野の超トッキュウバトル!!
- 手裏剣戦隊ニンニンジャー アカニンジャーVSスターニンジャー百忍バトル!
- てれびくん超バトルDVD 快盗戦隊ルパンレンジャーVS警察戦隊パトレンジャー 〜GIRLFRIENDS ARMY〜（小学館制作）

### Web配信
- 炎神戦隊ゴーオンジャー BONBON!BONBON!ネットでBONG!!(2008年8月配信、WEB)
- ネット版 仮面ライダー×スーパー戦隊 スーパーヒーロー大変 〜犯人はダレだ?!〜(2012年4月配信、WEB)
- ネット版 仮面ライダー×スーパー戦隊×宇宙刑事 スーパーヒーロー大戦乙!〜Heroo!知恵袋〜あなたのお悩み解決します!(2013年4月配信、WEB)
- ネット版 仮面ライダーウィザード イン マジか!?ランド（2013年7月 - 8月配信、WEB） - 第17話でマジマザーがゲスト出演。
- from Episode of スティンガー 宇宙戦隊キュウレンジャー ハイスクールウォーズ(2017年9月配信、東映特撮ファンクラブ)
- ヒーローママ☆リーグ（2018年5月13日配信、東映特撮ファンクラブ)
- 魔進戦隊キラメイジャー オリジナルミニヒーローショー（2021年配信、東映特撮ファンクラブ）
- 機界戦隊ゼンカイジャー スピンオフ ゼンカイレッド大紹介！（2021年3月配信、TELASA)
- ヨドンナ（2021年8月配信、東映特撮ファンクラブ）
- ヨドンナ2（2021年9月配信、東映特撮ファンクラブ）
- 騎士竜戦隊リュウソウジャー　THE LEGACY OF The Master's Soul（2021年10月 - 12月配信、東映特撮ファンクラブ）
- 「暴太郎戦隊ドンブラザーズ」meets「仮面ライダー電王」目指せ!ドン王（2022年3月配信、YouTube）
- 暴太郎戦隊ドンブラザーズmeetsセンパイジャー（2022年3月配信、YouTube）
- 暴太郎戦隊ドンブラザーズ スピンオフ コレがドンブラザーズの名乗りだ！暴太郎のホントの姿！？（2022年4月配信、YouTube）
- ツーカイザー×ゴーカイジャー 〜ジューンブライドはたぬき味〜（2022年6月配信、東映特撮ファンクラブ)
- 鈴木浩文初監督作品『劇場版CM』（2022年7月配信、YouTube）
- 忍風戦隊ハリケンジャーwithドンブラザーズ（2022年12月配信、東映特撮ファンクラブ）
- ヨドンナ3 ヨドンナのバレンタイン（2023年3月配信、東映特撮ファンクラブ）
- 王様戦隊キングオージャー ラクレス王の秘密（2023年4月 - 7月配信、YouTube）
- 爆竜戦隊アバレンジャーwithドンブラザーズ（2023年8月配信、東映特撮ファンクラブ）
- 暴太郎戦隊ドンブラザーズVS暴太郎戦隊ドンブリーズ（2023年11月配信、東映特撮ファンクラブ）
- ヨドンナ THE FINAL（2024年配信、東映特撮ファンクラブ）
- 忍者戦隊カクレンジャー 第三部・中年奮闘編（2024年8月4日配信、東映特撮ファンクラブ）
- 王様戦隊キングオージャー IN SPACE（2024年11月配信、東映特撮ファンクラブ）

### なりきりムービー
キッズフォトバンダイスタジオ（現在閉館）で撮影されていた、幼児が参加できるオリジナルDVD作品。
- なりきりムービー 獣拳戦隊ゲキレンジャー
- なりきりムービー 炎神戦隊ゴーオンジャー 伝説ノヒーロー
- なりきりムービー 侍戦隊シンケンジャー -特別幕- 新侍英雄伝
- なりきりムービー 天装戦隊ゴセイジャー Special Epic ニューヒーロー降臨!

### ドラマCD
一部の作品を除き、発売元は日本コロムビア。
- スーパーアクションサウンドシリーズ（1981年 - 1992年発売。主題歌や挿入歌にドラマを収録したアルバム。『フラッシュマン』まではレコード、『マスクマン』と『ライブマン』のみカセットテープで発売。『ダイナマン』と『バイオマン』では収録・発売はしていない。『ゴーグルファイブ』ではメタルヒーロー『宇宙刑事ギャバン』も同時収録）
- スーパーギャルズメモリー（1983年発売。スーパー戦隊と宇宙刑事のヒロインをドラマとナレーションで収録したアルバム。また、ゴーグルファイブとダイナマンに出演したヒロイン役に主題歌と挿入歌のアコースティックヴァージョンを新規収録）
- 五星戦隊ダイレンジャー バトルCD気力ディスク（1993年夏発送。てれびくん応募者全員サービスCD）
- 百獣戦隊ガオレンジャー ガオアクセスCD ガオパンダあらわる!!（てれびくん2002年2月号付録CD）
- 爆竜戦隊アバレンジャー ダイノアーススペシャル! 伝説の腕輪と五つのアバレスピリッツ（2004年3月31日発売）
- スーパー戦隊VSサウンド超全集!（2010年8月から11月まで発売。全13巻。VSシリーズのドラマと各シリーズ作品の主題歌やBGM、番組主題歌「バーサス!スーパー戦隊」を収録したアルバム）
- 宇宙戦隊キュウレンジャー 泣かせろ! タマキュウ一座大一番!（2018年1月発売）
- 快盗戦隊ルパンレンジャーVS警察戦隊パトレンジャー オリジナルドラマCDシリーズ（2018年9月 - 2019年6月発売。全4話。同作品のBlu-ray COLLECTIONの封入特典に付属のドラマCD）
- おはなしCDシリーズ（2019年 - 発売。スーパーアクションサウンドと同様に主題歌と番組キャストによるドラマを収録したアルバム[注 30]。『ドンブラザーズ』ではシアターGロッソのショーの公演を番組キャスト陣で収録）
- 魔進戦隊キラメイジャー オリジナルドラマCDシリーズ（2020年11月 - 2021年7月発売。同作品のBlu-ray COLLECTIONの封入特典に付属のドラマCD。各巻1話収録の全4話）

### ビデオ作品
以下、特記のない限りいずれも発売元は東映ビデオ。
スーパー戦隊 グラフィティ
1985年と1987年に発売された、テレビシリーズおよび劇場版の予告編のみ収録したビデオ。1巻に『ゴレンジャー』から『バトルフィーバー』、2巻に『デンジマン』から『ゴーグルファイブ』、3巻に『ダイナマン』から『チェンジマン』が収録された。
10大スーパー戦隊 ベストコレクション
1986年3月21日発売。『ゴレンジャー』から『チェンジマン』までの作品と、この年放送開始した『フラッシュマン』の10作品を収録した総集編ビデオ。劇場版『フラッシュマン』を含む春休み 東映まんがまつりの予告も本編最後に収録。
スーパー戦隊
1989年 - 2002年発売。スーパー戦隊シリーズの活躍を紹介したビデオ。なお、全6巻のうち2巻については、1989年に東映ビデオのヒーロークラブとバンダイのSVS（スーパービデオセレクション）で、本編と同じ内容で発売された。
ヒーロークラブ
テレビシリーズの、主に序盤のエピソードを再編集したビデオとDVD。『ターボレンジャー』以降の作品以外にも上記のビデオの他に、『戦隊スーパーバトルファイル』『スーパー戦隊リポート 誕生!鳥人戦隊ジェットマン』などのビデオも発売された。

#### 他作品との混載
仮面ライダーシリーズやメタルヒーローシリーズなど、東映制作のほかの特撮作品と混載収録されたもの。現時点ではいずれもDVD化はされていない。
東映100大ヒーロー スーパーファイト
1986年7月21日発売。東映制作による歴代の特撮ヒーローを取り扱った編集ビデオ。『ゴレンジャー』から当時の最新作であった『フラッシュマン』までが収録されている。
東映怪人大図鑑
1992年5月25日発売。東映が制作した特撮に登場する怪人など紹介したビデオ。戦隊シリーズでは『ゴーグルファイブ』、『ライブマン』から『ファイブマン』をのぞいた『ジェットマン』までの全作品が収録されている。
東映特撮大図鑑
1992年6月発売。前作に続いて、特撮の魅力を紹介したビデオ。本編では『超獣戦隊ライブマン』『鳥人戦隊ジェットマン』などの細かい特撮のメイキングや、『高速戦隊ターボレンジャー』まで本シリーズの特撮監督を担当した矢島信男のコメントも収録されている。

### その他のビデオ作品
- スーパーヒロイン図鑑 I,Ⅱ,III, IV
- 新スーパーヒロイン図鑑 スーパー戦隊2002 - 2006編 [ハリケンジャー 〜 ボウケンジャー]、スーパー戦隊2007 - 2011編 [ゲキレンジャー 〜 ゴーカイジャー]
- 東映スーパーギャルズメイト
- 輝け!東映特撮ヒロイン!! スーパーギャルズメイト（ヒーロークラブ版）
- 東映TV特撮主題歌大全集 （DVD版VOL.2 - VOL.5、レーザーディスク版はVOL.1 - VOL.3、ビデオ版はVOL.2 - VOL.6）
- スーパー戦隊主題歌大全 VOL.1, VOL.2
- 35大スーパー戦隊主題歌全集 1975 - 2011
- スーパー戦隊主題歌DVD（発売は日本コロムビア）
- スーパー戦隊激闘大絵巻 一の目篇、二の目篇（テレビマガジン 2010年1月号、2月号付録）
- 全スーパー戦隊 オールレッド究極バトルDVD（テレビマガジン 同年12月号付録）
- スーパー戦隊VSシリーズ あつまれ!最強の戦士たち（テレビマガジン 2011年1月号付録）
- スーパー戦隊VSシリーズ 降臨せよ！最強ロボ軍団!!（テレビマガジン 同年2月号付録）
- ゴーカイジャー&スーパー戦隊 超パワーバトルDVD（テレビマガジン 同年9月号付録）
- テレマガとくせい栄光の全38大スーパー戦隊レジェンド&トッキュウDVD（テレビマガジン 2015年2月号付録）

### テレビスペシャル
- 戦え!ぼくらのヒーロー大集合（1976年5月15日放送）
- チビッ子祭り!正義のヒーロー総出演（1976年7月31日放送）
- テレビ人気者大集合!!（1976年9月25日放送）
- 不滅の戦隊ヒーロー大全集（1995年3月21日放送、関東ローカル、シリーズ20周年を記念して放送）
- 35大ヒーロー戦隊一挙大公開SP（2011年1月22日放送、関東ローカル）
- 映画公開記念スペシャル（2011年6月9日放送）
- SmaSTATION!!（2011年6月18日放送、スーパー戦隊シリーズを特集した）
- 烈車戦隊トッキュウジャーVS仮面ライダー鎧武 春休み合体スペシャル（2014年3月30日放送）
- 手裏剣戦隊ニンニンジャーVS仮面ライダードライブ 春休み合体1時間スペシャル（2015年3月29日放送）
- 春休みヒーロー祭り（2016年3月27日放送）
- 『仮面ライダー×スーパー戦隊 超スーパーヒーロー大戦』映画公開記念スペシャル（2017年3月26日放送）
- 日曜もアメトーーク! スーパー戦隊大好き芸人（2017年7月30日放送、スーパー戦隊シリーズを特集した）
- 発表!全スーパー戦隊大投票（NHKBS1、2025年5月17日、15分のPR番組が3月29日[137]以降、NHK BS1、NHK総合で何度か放送。後に1分バージョンや5分バージョンも放送された。）

### その他の映像作品
- ましんむかしばなし
- スーパー戦隊になるとどうなるのか？（YouTubeアニメ『テイコウペンギン』と『キラメイジャー』のコラボ作品）
- 魔進戦隊キラメイジャーの交通安全（東映の教育映像部製作による、幼児、小学校低学年向けの交通安全教材の作品である）
- ゼンカイ豆劇場
- もっふんといっしょ（『キングオージャー』内の劇中アニメを配信したショートアニメーション）

### ゲスト出演
劇場版『ジャッカー電撃隊VSゴレンジャー』内で他の石ノ森作品（『仮面ライダーV3』・『仮面ライダーアマゾン』・『人造人間キカイダー』）とのリンクが写真のみで紹介されていたが、テレビシリーズにおける仮面ライダー、メタルヒーロー、戦隊シリーズの主人公同士の共演では、前者は『仮面ライダーディケイド』と『侍戦隊シンケンジャー』、後者は『宇宙刑事ギャバン』と『特命戦隊ゴーバスターズ』の共演。また同じテレビ朝日の番組『夏休みマンガ祭り』（『水曜スペシャル』）では、両劇場版のタイアップとして『超電子バイオマン』と『宇宙刑事シャイダー』が共演した。2020年2月公開の『劇場版 騎士竜戦隊リュウソウジャーVSルパンレンジャーVSパトレンジャー』と『魔進戦隊キラメイジャー エピソードZERO』のコンプレックス枠であるスーパー戦隊MOVIEパーティーのエンディングに、｢プリキュアシリーズ｣の『ヒーリングっど♥プリキュア』『スター☆トゥインクルプリキュア』『HUGっと!プリキュア』の各作品の主人公が、実写特撮とアニメの融合する形で共演を果たした。
- アニメ版釣りバカ日誌（第31話にアバレンジャーがゲスト出演）
- 仮面ライダーディケイド（第24・25話にシンケンジャーがゲスト出演）

### スポーツイベントとのコラボレーション
日本プロサッカーリーグ（Jリーグ）の協力で、2013年・2014年に映画版のコラボレーションを実施している。このことについてはテレビ朝日系のJリーグ公認番組「やべっちFC〜日本サッカー応援宣言〜」でもメイキング公開とともに告知されている。
- 2013年 - 『劇場版 獣電戦隊キョウリュウジャー ガブリンチョ・オブ・ミュージック』と連動。平山相太らFC東京の選手3名と、J1リーグの7クラブ（ベガルタ仙台、鹿島アントラーズ、柏レイソル、FC東京、横浜F・マリノス、湘南ベルマーレ、セレッソ大阪）のマスコットがエンディングに出演した。[138]
- 2014年 - Jリーグ×『劇場版 仮面ライダー鎧武／ガイム』&『烈車戦隊トッキュウジャー THE MOVIE』と題し、合同キャンペーンを展開する（ただし『トッキュウジャー』の映画版にJリーガーの出演はない）[139]。

### ヒーローショー
東京ドームシティアトラクションズ（旧後楽園ゆうえんち）の野外劇場、スカイシアター、シアターGロッソでの公演。
野外劇場
1976年1月 - 2000年4月9日
- 秘密戦隊ゴレンジャー - 未来戦隊タイムレンジャー（春公演のみ）

スカイシアター
2000年4月29日 - 2009年4月5日
- 未来戦隊タイムレンジャー（GW公演より） - 炎神戦隊ゴーオンジャー

シアターGロッソ（同施設での公演より室内公演に移行）
2009年4月25日 -
- 侍戦隊シンケンジャー以降

2011年2月5日からスピニングコースター舞姫死亡事故の影響で休演していたが、4月2日から公演を再開した。

#### その他の競演によるヒーローショー
野外劇場とスカイシアターの公演によるもの。戦隊のほか、仮面ライダー・メタルヒーロー・ウルトラマンも競演した。
- 仮面ライダーストロンガー シャドウと対決
  - 1975年秋公演。ゴレンジャーがゲストで登場。
- せいぞろい帰ってきたスーパーヒーロー
  - 1979年正月公演。「スーパーヒーロー大集合」の元祖。ゴレンジャーが参加。
- スーパーヒーロー大集合
  - 1980年、1982年 - 1995年公演。毎年正月公演のショー。1995年まで本シリーズ側の新作ヒーローが客演扱いで先行登場。また、『カクレンジャー』のみ素顔による「スーパーヒーロー大集合 邪悪を倒せ!サスケ達!!」も公演。こちらは前年の素顔での秋公演を最終公演でも行い、以後、毎年の最終公演の定着で1995年の公演が最後となる。
- せいぞろいだよ! スーパーヒーロー
  - 1981年正月公演。戦隊ヒーロー同士の組合せでの登場は同公演からとなる。
- スーパーヒーロー大作戦
  - 1987年 - 1990年の夏公演。正月公演の「スーパーヒーロー大集合」同様、仮面ライダーとメタルヒーローが競演する。『マスクマン』のみチェンジマン・フラッシュマン・スピルバン・ダイアナレディ・メタルダーが登場する。
- スーパー戦隊大集合
  - 1988年10月1、2日の特別公演。スーパー戦隊10周年（石ノ森作品のゴレンジャーとジャッカーを除く）として『超獣戦隊ライブマン』と『バトルフィーバーJ』 - 『光戦隊マスクマン』までの戦隊と共演[注 31]。
- レッド大会
  - 1989年の特別公演 - 1991年の秋公演、1998年正月公演。『ターボレンジャー』と『ファイブマン』は全レッドの競演をしているが、『ジェットマン』ではバルイーグル、ゴーグルレッド、ダイナレッドは参加していない。『メガレンジャー』のみ『ビーロボカブタック』のカブタックも登場。
- 復活!! 伝説の戦士ゴレンジャー
  - 1996年正月公演。オーレンジャー、ゴレンジャーと『重甲ビーファイター』の競演によるショー。
- レッドヒーロー大集合
  - 1999年正月公演。『ギンガマン』および『カクレンジャー』から『メガレンジャー』のレッドと『テツワン探偵ロボタック』のロボタックも登場。
- レッド戦士 夢の競演!
  - 2004年正月公演。アカレンジャーとハリケンレッドに加え、時間帯によって異なるレッドが登場。
- 真夏の大冒険! 甦れ伝説の戦士たち
  - 2006年夏公演。CMではボウケンジャーと歴代レッド戦士が競演しているものの、あくまでも全員が揃うのではなく日替わりで5名が登場。
- さよならスカイシアター! 熱き思いよ甦れ!!
  - 2009年3月公演。『タイムレンジャー』から『ゴーオンジャー』のレッドとゴーオンウイングスによるスカイシアターでの最後の公演。シンケンジャーがゲスト（客演のみ）で登場。
- 出発進行！夢のGロッソ号!!
  - 2014年5月公演。『シンケンジャー』から『キョウリュウジャー』のレッドと『トッキュウジャー』によるシアターGロッソ5周年記念公演。

### 吉本新喜劇への客演
2010年2月からなんばグランド花月での吉本新喜劇への客演が始まった。いずれの公演も戦隊側はスーツアクターのみの出演となっている。
- 侍戦隊シンケンジャーとよしもと新喜劇じゃ〜
- 天装戦隊ゴセイジャーとよしもと新喜劇じゃ〜
- 海賊戦隊ゴーカイジャーとよしもと新喜劇じゃ〜
- 特命戦隊ゴーバスターズとよしもと新喜劇じゃ〜
- 獣電戦隊キョウリュウジャーとよしもと新喜劇じゃ〜
- 烈車戦隊トッキュウジャーとよしもと新喜劇じゃ〜
- 手裏剣戦隊ニンニンジャーとよしもと新喜劇じゃ〜
- 動物戦隊ジュウオウジャーとよしもと新喜劇じゃ〜

### 海外作品
- マイティ・モーフィン・パワーレンジャー
  - マイティ・モーフィン・エイリアンレンジャー
  - パワーレンジャー・映画版
- パワーレンジャー・ジオ
- パワーレンジャー・ターボ
  - パワーレンジャー・ターボ・映画版・誕生!ターボパワー
- パワーレンジャー・イン・スペース
- パワーレンジャー・ロスト・ギャラクシー
- パワーレンジャー・ライトスピード・レスキュー
- パワーレンジャー・タイムフォース
- パワーレンジャー・ワイルドフォース
- パワーレンジャー・ニンジャストーム
- パワーレンジャー・ダイノサンダー
- パワーレンジャー・S.P.D.
- パワーレンジャー・ミスティックフォース
- パワーレンジャー・オペレーション・オーバードライブ
- パワーレンジャー・ジャングルフューリー
- パワーレンジャー・R.P.M.
- パワーレンジャー・サムライ
  - パワーレンジャー・スーパーサムライ
- パワーレンジャー・メガフォース
  - パワーレンジャー・スーパーメガフォース
- パワーレンジャー・ダイノチャージ
  - パワーレンジャー・ダイノスーパーチャージ
- パワーレンジャー・ニンジャスティール
  - パワーレンジャー・スーパーニンジャスティール
- パワーレンジャー・ビーストモーファーズ
- パワーレンジャー・ダイノフューリー

### ゲーム

#### LSI電子ゲーム
全商品がバンダイから発売。
- GOGOダイナマン（テーブル筐体風）
- 爆発ダイナマン（同上）
- ポケットクラブP-1ミニ 地球戦隊ファイブマン 必殺!ファイブロボ
- ポケットクラブP-1ミニ 鳥人戦隊ジェットマン ジェットイカロス登場
- ポケットクラブP-1ミニ 恐竜戦隊ジュウレンジャー 大獣神登場!
- ポケットクラブP-1ミニ 五星戦隊ダイレンジャー 戦え!龍星王
- ポケットクラブP-1ミニ 忍者戦隊カクレンジャー 無敵将軍参上
- スーパー戦隊ＰＡＤ

#### 家庭用ゲーム機
特に表記ないものはバンダイ系企業（※）から発売されている。
（※）特筆のない場合は、バンダイ  / バンプレスト→バンダイナムコゲームス（バンダイレーベル / バンプレストレーベル）→バンダイナムコゲームス→バンダイナムコエンターテインメントからリリース。詳細は各項目先を参照。
- カラオケスタジオ（ファミリーコンピュータ、1987年7月30日発売） - マスクマン登場
- SDバトル大相撲 平成ヒーロー場所（ファミリーコンピュータ、1990年4月20日発売） - ターボロボ、ライブロボ、グレートファイブ、フラッシュキング、バイオハンターシルバ登場
- 鳥人戦隊ジェットマン（ファミリーコンピュータ 1991年12月21日発売 エンジェル、開発：ナツメ）
- 恐竜戦隊ジュウレンジャー（ファミリーコンピュータ 1992年11月6日発売 エンジェル、開発：アークシステムワークス）
- 激走戦隊カーレンジャー 全開!レーサー戦士（スーパーファミコン用スーファミターボ 1996年8月23日発売）
- AZITO2（PlayStation 1998年10月15日発売） - デンジマン、バイオマン登場
- AZITO3（PlayStation 2000年2月17日発売） - ゴレンジャー、ジェットマン、カーレンジャー、メガレンジャー登場
- 特撮冒険活劇 スーパーヒーロー烈伝（ドリームキャスト 2000年7月27日発売 開発：エーエルユー） - ゴレンジャー、ジャッカー登場
- スーパー特撮大戦2001（PlayStation 2001年9月6日発売 開発：日本アートメディア）- ゴレンジャー登場
- 百獣戦隊ガオレンジャー（PlayStation 2001年11月29日発売 開発：ナツメ）
- 忍風戦隊ハリケンジャー（PlayStation 2002年11月28日発売 開発：ナツメ） - ガオレンジャーのガオレッドとガオイカロスがゲストで登場
- めっちゃ!太鼓の達人DS 7つの島の大冒険（ニンテンドーDS 2008年4月24日発売）- ゴーオンジャー登場
- スーパー戦隊バトル レンジャークロス（Wii 2011年9月8日発売 開発：パオン） - ゴレンジャー、ゴーオンジャー、シンケンジャー、ゴセイジャー、ゴーカイジャー登場
- 海賊戦隊ゴーカイジャー あつめて変身!35戦隊!（ニンテンドーDS 2011年11月17日発売 開発：ナツメ）- ゴーカイジャー登場（ゴーカイチェンジで歴代戦隊も登場）
- 特命戦隊ゴーバスターズ（ニンテンドーDS 2012年9月27日発売 開発：キャトルコール/アスペクト）
- 獣電戦隊キョウリュウジャー ゲームでガブリンチョ!!（ニンテンドー3DS 2013年8月8日発売）
- 手裏剣戦隊ニンニンジャー ゲームでワッショイ!!（ニンテンドー3DS 2015年9月30日配信 ダウンロード専用 開発：ウィッチクラフト）
- 動物戦隊ジュウオウジャー バトルキューブパズル（ニンテンドー3DS 2016年9月7日配信 ダウンロード専用 開発：グルーブボックスジャパン）
- なりキッズパーク 快盗戦隊ルパンレンジャーVS警察戦隊パトレンジャー（Nintendo Switch 2018年11月21日発売 開発：ナツメアタリ）

#### アーケードゲーム
- スーパー戦隊バトル ダイスオー（2010年3月4日稼働 開発：パオン）
  - スーパー戦隊バトル ダイスオーDX（2011年2月11日稼働）
  - スーパー戦隊バトル ダイスオーEX（2014年2月20日稼働）
- スーパー戦隊データカードダス 快盗戦隊ルパンレンジャーVS警察戦隊パトレンジャー（2018年2月15日稼働 開発：メトロ）
  - スーパー戦隊データカードダス 騎士竜戦隊リュウソウジャー（2019年3月稼働）

#### ビデオゲーム
いずれも発売元はバンダイ。
- 楽しく遊んで能力アップ!! たのしい幼稚園 (Pico 1994年11月15日発売) - カクレンジャー登場
- 楽しく遊んで能力アップ!! たのしい幼稚園'95年版 (Pico 1995年4月3日発売) - オーレンジャー登場
- 超合金SELECTIONS（プレイディア 1995年10月20日発売） - ゴレンジャーからマスクマンまでの玩具と放送当時のCMを収録。
- 激走戦隊カーレンジャー　(Pico 1996年4月3日発売)
- 激走戦隊カーレンジャー　たたかえ！ひらがなレーサー　(プレイディア 1996年6月26日発売)
- 電磁戦隊メガレンジャー　(Pico 1997年7月26日発売)
- 百獣戦隊ガオレンジャー DXソウルバード（2001年8月発売）
- 忍風戦隊ハリケンジャー＆百獣戦隊ガオレンジャー　超戦隊スーパーバトル　(Pico 2002年2月1日発売)
- 爆竜戦隊アバレンジャー（Pico 2003年4月20日発売）
- 特捜戦隊デカレンジャー（Pico 2004年9月6日発売）
- 魔法戦隊マジレンジャー マジマットでダンス&バトル（Let's! TV プレイ 2005年9月10日発売）
- 絵本ソフト 轟轟戦隊ボウケンジャーかずとかたちをおぼえよう!（Beena 2006年4月22日発売）
- 轟轟戦隊ボウケンジャー DXボウケンドライバー 発進せよ!ゴーゴービークル編（プレイムービー 2006年5月27日発売）
  - 轟轟戦隊ボウケンジャー DXボウケンドライバー専用ソフトPart2 合体せよ!スーパーダイボウケン編（プレイムービー拡張ディスク 2006年8月31日発売）
  - 轟轟戦隊ボウケンジャー DXボウケンドライバー専用ソフトPart3 登場!ボウケンシルバー編（プレイムービー拡張ディスク 2006年11月18日発売）
- なりきり体感 ボウケンジャー 走れ!撃て!ミッションスタート!!（Let's! TV プレイ 2006年7月29日発売）
- おえかきのこしてプリントしちゃおう!セット 獣拳戦隊ゲキレンジャー ニキニキ!かず・かたちにチャレンジ!（Beena 2007年7月19日発売）
- ゲキワザ習得 ゲキレンジャー スーパーゲキレンジャーへの道（Let's! TV プレイ 2007年7月28日発売）
- 炎神戦隊ゴーオンジャー マッハでおぼえる!あいうえお!!（Beena 2008年4月24日発売）
- 炎神戦隊ゴーオンジャー DXハンドルブラスター（プレイムービー 2008年6月28日発売）
- 侍戦隊シンケンジャー バトルがいっぱい!いざ参る（Beena 2009年4月25日発売）
- 天装戦隊ゴセイジャー スーパーバトル大集合!（Beena 2010年4月29日発売）

#### パソコンソフト
- デジタルな紙の戦隊ヒーロー（1998年発売） - 『秘密戦隊ゴレンジャー』から『電磁戦隊メガレンジャー』までの、当時発売されていた雑誌「テレビランド｣の付録をモチーフにしたペーパークラフトソフト。本ソフトのCD-ROMの同梱特典には、フロッピーディスクに、次作『星獣戦隊ギンガマン』のテンプレートを収録。
- デジタルヒーロークラブ（1995 - 1998年発売、東映ビデオ） - スーパー戦隊シリーズ（『超力戦隊オーレンジャー』から『星獣戦隊ギンガマン』まで）とメタルヒーローシリーズ（『重甲ビーファイター』から『テツワン探偵ロボタック』まで）の総集編ビデオをパソコンで映像の動画視聴をするCD-ROM。このソフトでは、インターネットが普及し、当時はまだ、YouTubeなどのビデオオンデマンドがなかったころに発売したものである。

#### iアプリ
開発元はバンダイナムコゲームス（ 現バンダイナムコエンターテインメント）による。
- 秘密戦隊ゴレンジャー（キャリア:iモード 2006年配信）
- スーパー戦隊MIX（iモード/EZweb/Yahooケータイ 2007年配信）

#### ソーシャルゲーム
配信元はいずれもバンダイナムコエンターテインメント
- スーパー戦隊ウォーズ（2011年11月7日配信開始 - 2015年3月31日サービス終了、GREE）
- スーパー戦隊ヒーローズ（2012年4月26日配信開始 - 2013年4月30日サービス終了、Mobage、開発：Cygames）
- スーパー戦隊バトベース（2013年9月10日配信開始、iOS/Android端末、開発：オルトプラス）
  - スーパー戦隊バトベースDX（2014年10月10日配信開始 - 2016年2月8日サービス終了）リニューアルアップデート
- スーパー戦隊レジェンドウォーズ（2016年9月6日配信開始 - 2020年8月31日サービス終了、iOS/Android端末、開発：アーリークロス）

#### パチンコ
- CR秘密戦隊ゴレンジャー（2005年稼動 豊丸産業）
- CR秘密戦隊ゴレンジャーII Z（2009年3月稼動 豊丸産業）
- Pフィーバー スーパー戦隊（2019年4月稼働 SANKYO)

#### パチスロ
- パチスロ秘密戦隊ゴレンジャー（2009年1月稼働 SANKYO)

#### カードゲーム
- スーパーヒーロー戦線 スクランブルデュエル
- レンジャーズストライク

### プラモデル
- スーパー戦隊ロボのプラモデル（1979年 - 1984年） - BANDAI SPIRITS（2018年4月までバンダイホビー事業部（旧・バンダイ模型））が販売。

『秘密戦隊ゴレンジャー』のころのバンダイ模型（後のバンダイホビー事業部）は、ゼンマイ動力など玩具的なアプローチでキャラクターのプラモデルを展開していたが、『宇宙戦艦ヤマト』をはじめとするアニメブーム以降のリアル嗜好から、1979年に初のスーパー戦隊ロボのプラモデルである『バトルフィーバーJ』のバトルシャーク（バトルフィーバーロボ付）が、劇中の設定を踏襲したスーパー戦隊初のスケールモデルとして発売された。翌年からは、『電子戦隊デンジマン』のダイデンジンを第1号とし、後のガンプラブームの牽引となるベストメカコレクションシリーズの中に加わる形で展開、1984年に発売された『超電子バイオマン』のバイオロボまで展開された。後に1998年と2006年の二度にわたり、バトルシャークとダイデンジン、『科学戦隊ダイナマン』のダイナロボ（大スケール版）を除く他全種が再発売された。
バトルシャーク（バトルフィーバーロボ付）・デンジタイガー（ダイデンジン付）・ダイデンジン・サンバルカンロボ（大スケール版とベストメカコレクション）・ゴーグルロボ（同）・ダイナロボ（同）・バイオロボ

### 食玩
- ミニプラ（1985年 - ） - バンダイキャンディ事業部（1994年3月までバンダイ自販キャンディ事業部（旧・バンダイ特機事業部））が販売するミニプラ食玩キットシリーズ。主にスーパー戦隊ロボを発売。

当初は、1980年に『電子戦隊デンジマン』のカプセルトイ（ガシャポン）に始まり、後に食玩へ移行。1985年の『電撃戦隊チェンジマン』よりミニプラ チェンジマンプラスチックモデル（チェンジロボ）と銘打って『ミニプラ』ブランドで販売されるようになる。2016年からは、新たにハイターゲット向けの『スーパーミニプラ』（後の『SMP』SHOKUGAN MODELING PROJECT ）の展開も開始され、過去のシリーズ作品に登場する戦隊ロボの新規キット化が同ブランドにて継続されている。

### アルバム
スーパー戦隊 全戦隊主題歌集
2009年発売。ゴレンジャーからシンケンジャーまで全33戦隊で流れたオープニング・エンディング、挿入歌も含めた総合計86曲を4枚のCDに収めたアルバム集。1995年発売以降、主題歌アルバム集は作品の追加によって段階的に収録される。
スーパー戦隊シリーズ45作記念主題歌BOX LEGNDARI SONGS
2021年4月21日発売。『秘密戦隊ゴレンジャー』から『機界戦隊ゼンカイジャー』まで全45作品の主題歌を収録した全8枚のコンプリートボックスセット。ボーナストラックは各作品内で流れる挿入歌を収録している。
TVサイズ! スーパー戦隊主題歌全集
2010年発売（2枚組）、2016年発売（3枚組+ボーナストラック収録）。ゴレンジャーからジュウオウジャーまでの主題歌のTVサイズを収録したアルバム集。2001年（ガオレンジャーまで）と2004年（デカレンジャーまで追加）にも発売され、段階的に収録。また、オープニングの主題歌を収録したCDも不定期的に発売されている。
35大スーパー戦隊 主題歌全集(DVD)
2011年発売。第1作品の秘密戦隊ゴレンジャーから海賊戦隊ゴーカイジャーまで各戦隊のオープニングとエンディング、さらに映画やVSシリーズの主題歌までスーパー戦隊シリーズの全てのソング・200曲近い全ソングを収めたDVD。
スーパー戦隊35作記念 スーパー戦隊レジェンドソングベスト
上巻は2011年6月29日発売、下巻は同年8月31日発売。TVサイズや劇中で使用した挿入歌や戦隊ロボの歌などを収録したCD-BOX。なお、各作品の挿入歌は全曲収録ではなく各CDに分けられ収録となる。
スーパーヒーロークロニクル スーパー戦隊 主題歌・挿入歌大全集
ゴレンジャーからボウケンジャーまでの主題歌・挿入歌を各3枚に収めたコンプリートアルバム。ゴレンジャーからハリケンジャーは2003年11月から2004年5月、アバレンジャーからボウケンジャーは2009年9月に発売された。全9巻。
オリジナル原盤による東映戦隊ヒーロー 主題歌・挿入歌集
1987年 - 1989年発売（再発売は1992年）。ゴレンジャーからライブマンまでの主題歌・挿入歌を収録したアルバム集。全3巻。マスクマンとライブマン以外は収録時間の都合上、フラッシュマンまでの主題歌・挿入歌を各アルバム集に分散して収録。
スーパー戦隊シリーズ　45th Anniversary NON-STOP BEST MIX
2021年発売。全2巻。DJシーザーが本シリーズの主題歌をノンストップミックスしたアルバム。VoL.1はゴレンジャーからギンガマンまでのオープニングとエンディングの主題歌を、VoL.2では、ゴーゴーファイブからゼンカイジャーまでの主題歌を収録。
東映戦隊ロボ バトルミュージックコレクション
1996年発売。『バトルフィーバーJ』から『超力戦隊オーレンジャー』までの巨大ロボットのBGMおよびテーマソング（1コーラスのみ）を集めたサウンドトラック集。全4巻。
東映戦隊ヒーロー バトルミュージックコレクション
1997年発売。各2巻。劇中音楽担当の渡辺宙明が『ゴーグルファイブ』までのBGMや主題歌および挿入歌のメロオケ（一部カラオケあり）を収録したアルバム。
コンプリートソングコレクション
1996年 - 1998年発売｡『秘密戦隊ゴレンジャー』から『忍者戦隊カクレンジャー』までの各作品による主題歌・挿入歌を収録したコンプリートアルバム。

### 感謝祭関連
第1回大会 / 仮面ライダー生誕40周年 × スーパー戦隊シリーズ35作品記念 40×35 感謝祭 Anniversary LIVE & SHOW
2012年1月10日・1月11日に東京国際フォーラムで開かれたイベント。『海賊戦隊ゴーカイジャー』と『仮面ライダーフォーゼ』の出演者の他にも戦隊・ライダーの主題歌を担当したアーティストなど、総勢56名が大集合し2日間で1万人を動員した。
第2回大会 / 超英雄祭 仮面ライダー☓スーパー戦隊 LIVE & SHOW
2013年1月11日・1月12日に東京国際フォーラムで開かれたイベント。『特命戦隊ゴーバスターズと『仮面ライダーウィザード』の出演者の他にも戦隊・ライダーの主題歌を担当したアーティストなどが大集合し2日間で1万人を動員した。
第3回大会 / 超英雄祭 仮面ライダー☓スーパー戦隊 LIVE & SHOW2014
2014年1月15日に日本武道館で開かれたイベント。『獣電戦隊キョウリュウジャー』と『仮面ライダー鎧武/ガイム』の出演者の他にも戦隊・ライダーの主題歌を担当したアーティストなどが大集合し1万人を動員した。
第4回大会 / 超英雄祭 仮面ライダー☓スーパー戦隊 LIVE & SHOW2015
2015年1月16日と1月17日に開かれたイベント。会場は再び東京国際フォーラムに戻る。『烈車戦隊トッキュウジャー』と『仮面ライダードライブ』の出演者の他にも戦隊・ライダーの主題歌を担当したアーティストなどが大集合した。
第5回記念大会 / 超英雄祭 仮面ライダー☓スーパー戦隊 LIVE & SHOW2016
2016年1月20日と1月21日に開かれたイベント。会場は日本武道館に戻る。『手裏剣戦隊ニンニンジャー』と『仮面ライダーゴースト』の出演者の他にも戦隊・ライダーの主題歌を担当したアーティストなどが大集合した。
第6回大会 / 仮面ライダー生誕45周年 × スーパー戦隊シリーズ40作品記念 45×40 感謝祭 Anniversary LIVE & SHOW
2017年1月21日・1月22日に日本武道館で開かれたイベント。『動物戦隊ジュウオウジャー』と『仮面ライダーエグゼイド』の出演者の他にも戦隊・ライダーの主題歌を担当したアーティストなどが大集合した。またこの年は21日を「仮面ライダーDAY」、22日を「スーパー戦隊DAY」として振り分けており、日替わりでメインとするシリーズを変えていた。
第7回大会 / 超英雄祭 仮面ライダー☓スーパー戦隊 LIVE & SHOW2018
2018年1月24日に開かれたイベント。会場は3年連続で日本武道館での開催。『宇宙戦隊キュウレンジャー』と『仮面ライダービルド』の出演者の他にも戦隊・ライダーの主題歌を担当したアーティストなどが大集合した。なお、史上初めてのブルーレイディスクでの発売となる。
第8回大会 / 超英雄祭 仮面ライダー☓スーパー戦隊 LIVE & SHOW2019
2019年1月23日に日本武道館で開かれたイベント。『快盗戦隊ルパンレンジャーVS警察戦隊パトレンジャー』と『仮面ライダージオウ』の出演者の他にも戦隊・ライダーの主題歌を担当したアーティストなどが大集合した。
第9回大会 / 超英雄祭 仮面ライダー☓スーパー戦隊 LIVE & SHOW2020
2020年1月22日に横浜アリーナで開かれたイベント。『騎士竜戦隊リュウソウジャー』と『仮面ライダーゼロワン』の出演者の他にも戦隊・ライダーの主題歌を担当したアーティストなどが大集合した。
第11回大会 / 50×45 感謝祭 Anniversary LIVE & SHOW
2022年2月25日・26日に日本武道館で開かれたイベント。『機界戦隊ゼンカイジャー』と『仮面ライダーリバイス』の出演者の他にも戦隊・ライダーの主題歌を担当したアーティストなどが大集合した。
第12回大会 / 超英雄祭KAMEN RIDER × SUPER SENTAI LIVE & SHOW 2023
2023年2月9日に横浜アリーナで開かれたイベント。『暴太郎戦隊ドンブラザーズ』と『仮面ライダーギーツ』の出演者の他にも戦隊・ライダーの主題歌を担当したアーティストなどが大集合した。
第13回大会 / 超英雄祭KAMEN RIDER × SUPER SENTAI LIVE & SHOW 2024
2024年2月7日に横浜アリーナで開かれたイベント。『王様戦隊キングオージャー』と『仮面ライダーガッチャード』の出演者の他にも戦隊・ライダーの主題歌を担当したアーティストなどが大集合した。
なお、第10回大会として2021年2月9日・10日に日本武道館にて開催予定であった『超英雄祭 KAMEN RIDER × SUPER SENTAI LIVE & SHOW 2021』は緊急事態宣言および新型コロナウイルスの感染拡大状況等を受け中止となった。

### 書籍

#### 児童向け雑誌
- 小学館
  - 小学館の学年別学習雑誌（1975年 - 1977年、1980年 - ）
  - てれびくん（1976年創刊号（6月号） - 1978年1月号、1980年2月号 - ）
  - 月刊コロコロコミック（1980年2月号 - ）
- 徳間書店
  - テレビランド（1975年5月号 - 1978年1月号、1979年2月号 - 1997年2月号）
- 秋田書店
  - 冒険王（1979年 - 1983年4月号）→TVアニメマガジン（同年5月号 - 1984年6月号）
- 講談社
  - テレビマガジン（1979年2月号 ‐ ）
  - おともだち（1979年 - ）
  - たのしい幼稚園（1979年 - ）
  - テレまんがヒーローズ（2008年 - 2009年、テレビマガジン増刊号）

#### 関連本
- 超全集（テレビシリーズはジェットマン以降）
  - スーパー戦隊超全集（初版1990年発売）
  - スーパー戦隊超全集 15戦隊スペシャル（1993年発売）
  - 戦隊ヒーロー超全集 20周年スペシャル（1995年発売、これ以降ゴレンジャーとジャッカーも収録される）
  - 戦隊ヒーロー超全集 改訂版（1998年発売）
  - スーパー戦隊超全集（同上の増補改訂版2002年発売）
  - 30大スーパー戦隊超全集（2007年発売、付録DVD付き）
- 完全ずかん（「超全集」の姉妹版で、テレビシリーズ放送期間中の11月ごろ発売。テレビシリーズはゴーオンジャー以降）
- スーパー戦隊15周年記念 スーパー戦隊 ヒロイン写真集
- スーパー戦隊画報 正義のチームワーク三十年の歩み 全2巻（当初は「全3巻」の予定であった）
- スーパー戦隊大全集
  - 秘密戦隊ゴレンジャー大全集（ゴレンジャーとジャッカーを収録）
  - 超世紀全戦隊大全集
- 全スーパー戦隊完全超百科
- 全スーパー戦隊超ロボ・必殺わざバトル100超百科
- 秘密戦隊ゴレンジャー大全
  - 東映スーパー戦隊大全 全2巻
- 東京ドームシティ スーパーヒーローショーヒストリー（初版2009年発売、増補改訂版2010年発売）
- 超合金魂 ポピー・バンダイ キャラクター玩具25年史
- THE超合金（初版1988年発売、増補改訂版1998年発売）
- 超合金クロニクル（本&DVD）
- ホビーアーカイブ スーパー戦隊ロボTOY
- 栄光のスーパー戦隊 シリーズ完全ガイド
- スーパー戦隊ぴあ（初版2011年発売、増補改訂版2015年発売）
- スーパー戦隊の常識 ド派手に行くぜ!レジェンド戦隊篇
  - スーパー戦隊の常識 キョウリュウジャー&レジェンド戦隊篇

#### 漫画
- 秘密戦隊ゴレンジャー（週刊少年サンデー） - 石森章太郎
- ひみつ戦隊ゴレンジャーごっこ（週刊少年サンデー） - 石森章太郎
- 秘密戦隊ゴレンジャー（小学五年生） - 石森章太郎
- 秘密戦隊ゴレンジャー（小学一年生） - 山田ゴロ、石川森彦
- 秘密戦隊ゴレンジャー（小学二年生） - 細井雄二
- 秘密戦隊ゴレンジャー（小学三年生） - 土山よしき
- 秘密戦隊ゴレンジャー（小学四年生） - やまと虹一、すがやみつる
- 秘密戦隊ゴレンジャー（テレビランド） - 石川森彦、やまと虹一
- 秘密戦隊ゴレンジャー （別冊テレビランド） - 石川森彦
- ジャッカー電撃隊（小学一年生） - 石川森彦
- ジャッカー電撃隊（小学二年生） - 細井雄二
- ジャッカー電撃隊（てれびくん） - 石川森彦、土山芳樹
- ジャッカー電撃隊（テレビランド） - やまと虹一
- バトルフィーバーJ（小学一年生） - 石川森彦
- バトルフィーバーJ（テレビランド） - 細井雄二
- バトルフィーバーJ（てれびくん） - 石川森彦
- バトルフィーバーJ（テレビマガジン） - 津原義明
- バトルフィーバーJ（冒険王） - 古城武司
- 電子戦隊デンジマン（テレビランド） - 細井雄二
- 電子戦隊デンジマン（テレビマガジン） - 津原義明
- 電子戦隊デンジマン（てれびくん） - シュガー佐藤
- 電子戦隊デンジマン（冒険王） - 浅井まさのぶ
- 太陽戦隊サンバルカン（テレビランド） - 細井雄二
- 太陽戦隊サンバルカン（テレビマガジン） - 津原義明
- 太陽戦隊サンバルカン（てれびくん） - シュガー佐藤
- 太陽戦隊サンバルカン（冒険王） - 大谷章
- 大戦隊ゴーグルファイブ（テレビランド） - 細井雄二
- 大戦隊ゴーグルファイブ（テレマガジン） - 津原義明
- 大戦隊ゴーグルファイブ（冒険王） - 大谷章
- 科学戦隊ダイナマン（テレビランド） - 細井雄二
- 科学戦隊ダイナマン（テレビマガジン） - 津原義明
- 科学戦隊ダイナマン（TVアニメマガジン） - 大谷章
- 超電子バイオマン（テレビランド） - 細井雄二
- 超電子バイオマン（TVアニメマガジン） - 岡崎優
- 超電子バイオマン（てれびくん） - おちよしひこ
- 電撃戦隊チェンジマン（テレビランド） - 細井雄二
- 電撃戦隊チェンジマン（てれびくん） - おちよしひこ
- 超新星フラッシュマン（小学一年生） - 石川森彦
- 超新星フラッシュマン（テレビランド） - 細井雄二
- 超新星フラッシュマン（てれびくん） - おちよしひこ
- 光戦隊マスクマン（テレビランド） - 細井雄二
- 光戦隊マスクマン（てれびくん） - おちよしひこ
- 超獣戦隊ライブマン（テレビランド） - 細井雄二
- 超獣戦隊ライブマン（てれびくん） - おちよしひこ
- 高速戦隊ターボレンジャー（テレビランド） - 細井雄二
- 高速戦隊ターボレンジャー（てれびくん） - おちよしひこ
- 地球戦隊ファイブマン（テレビランド） - 細井雄二
- 地球戦隊ファイブマン（てれびくん） - おちよしひこ
- 鳥人戦隊ジェットマン 時を駆けて（B-CLUB） - ふじいあきこ
- 恐竜戦隊ジュウレンジャー（てれびくん） - 田仲てつお
- 五星戦隊ダイレンジャー（てれびくん） - 田仲てつお
- 五星戦隊ダイレンジャー（テレビランド） - 塚田秀一郎
- 忍者戦隊カクレンジャー（てれびくん） - 上山徹郎
- 忍者戦隊カクレンジャー（テレビランド） - 塚田秀一郎
- 超力戦隊オーレンジャー（テレビランド） - 大門アキラ
- 激走戦隊カーレンジャー（てれびくん） - 上山道郎
- 激走戦隊カーレンジャー（テレビランド） - 南部鉄鬼
- 電磁戦隊メガレンジャー（てれびくん） - 上山道郎
- 百獣戦隊ガオレンジャー（てれコロコミック） - 溝渕誠
- 百獣戦隊ガオレンジャーVS秘密戦隊ゴレンジャー（てれコロコミック） - 犬木栄治
- アバレンジャー 外伝 若草のフリージア（特撮エース） - 和田龍
- 特捜戦隊デカレンジャー THE MOVIE フルブラスト・アクション（特撮エース） - 竹山祐右
- 魔法戦隊マジレンジャー THE MOVIE インフェルシアの花嫁（特撮エース） - 黒岩よしひろ
- 轟轟戦隊ボウケンジャー（てれびくん） - 犬木栄治
- 獣拳戦隊ゲキレンジャーVSボウケンジャー（テレまんがヒーローズ） - 一式まさと
- 炎神戦隊ゴーオンジャー（テレまんがヒーローズ） - 一式まさと
- 炎神戦隊ゴーオンジャー BUNBUN!BANBAN!劇場BANG!!（テレまんがヒーローズ） - 一式まさと
- 侍戦隊シンケンジャー（テレまんがヒーローズ） - 一式まさと
- 炎神戦隊ゴーオンジャーVSゲキレンジャー（テレまんがヒーローズ） - 能田達規
- 侍戦隊シンケンジャー 銀幕版 天下分け目の戦（テレまんがヒーローズ） - 一式まさと
- 漫画 騎士竜戦隊リュウソウジャー ファイナルライブツアー2020（東映特撮ファンクラブ） - 根岸真知子
- ゴッカンのリタ 王様戦隊キングオージャー[145]（東映特撮ファンクラブ） - 高野水登

#### 小説・評論
- わが心のフラッシュマン - 中島梓
- ジェットマン - 井上敏樹
- メガレンジャー 百万倍の名言集 - 天野智徳
- 侍戦隊シンケンジャー 三度目勝機 - 大和屋暁

### スマートフォンアプリ
- スーパー戦隊ガシャポン - AndroidとiOSアプリ
- 獣電戦隊キョウリュウジャー for au - auスマートパス加入者専用のAndroidとiPhoneアプリ

## パロディ
- 乾杯戦士アフターV - 東名阪ネット6加盟局、5いっしょ3ちゃんねる加盟局共同制作のテレビドラマ。「黄金戦士トレジャーV」と呼ばれる戦隊の5人が戦闘終了後、毎晩居酒屋で打ち上げを行っているという設定で、その中で起こる人間模様を描いたもの。そのため作中では戦闘シーンはなく、全員素顔+戦闘服という出で立ちで登場する。同じ東映が制作している「仮面ライダーシリーズ」および「不思議コメディーシリーズ」に出演経験のある俳優が登場している。
- 世紀末戦隊ゴレンジャイ - 正規の許諾を得て制作されている。
- 麒麟戦隊アミノンジャー - 正規の許諾を得て制作されている。
- 愛國戰隊大日本
- 外食戦隊ニクレンジャー - 外食産業である吉野家、ガスト、日本ケンタッキー・フライド・チキン・モスバーガー・松屋フーズによる共同広告企画[146]。

## 海外での放映
パワーレンジャーを参照。
ブラジル、ポルトガルは本項目のポルトガル語版より。

### アメリカ
1985年にマーガレット・ローシュ（当時マーベル・プロダクションズ社長）とスタン・リーにより、スーパー戦隊シリーズの英語吹替版が制作され、米国3大ネット（ABC、NBC、CBS）に売込みが行われたが、放送には至らなかった。
同時期に『科学戦隊ダイナマン』もローカル局で放送されていたが、話題にはならなかったという。
パワーレンジャーシリーズ以前にハイム・サバンはアメリカの放送局にスーパー戦隊シリーズを売り込んであるが、「米国の子供はもっと洗練された作品を好む」と相手にされなかったという。

### ブラジル
1988年から1995年まで「Rede Manchete」「Rede Record」「Rede Bandeirantes」で放映された。とりわけ最初に放映されたチェンジマンは同時期に放映されたメタルヒーロー『巨獣特捜ジャスピオン』とともに絶大な人気を博した。2013年と2014年にはフラッシュマンとチェンジマンが「Ulbra TV」「Rede Brasil」で放映される。
放送された作品
- 『電撃戦隊チェンジマン』（1988年、2014年放送）
- 『超新星フラッシュマン』（1989年、2013年放送）
- 『大戦隊ゴーグルV』（1990年放送）
- 『光戦隊マスクマン』（1991年放送）

### ポルトガル
ポルトガルのテレビ局「RTP1」で放映される。
- 『高速戦隊ターボレンジャー』（1991年放映。『ジェットマン』よりは前）
- 『鳥人戦隊ジェットマン』（1993年放映）

### フランス
1985年よりCanal+にて毎週土曜12:30よりバイオマンが放映された。1987年からはTF1にて毎週水曜に放送の『クリュブ・ドロテ』内でバイオマンより順次放映された。
- 『超電子バイオマン』（1985年放映・Canal+、1987年放映・TF1）
- 『超新星フラッシュマン』（1988年放映・TF1）
- 『光戦隊マスクマン』（1988年放映・TF1（『Bioman 2』として））
- 『超獣戦隊ライブマン』（1989年放映・TF1（『Bioman 3』として））
- 『高速戦隊ターボレンジャー』（1990年放映・TF1、第30話「レーダの最後」で打ち切り。第1話「10大戦隊集合 頼むぞ!ターボレンジャー」は未放映）
- 『地球戦隊ファイブマン』（1991年放映・TF1、第23話「5（ファイブ）くん人形」で打ち切り）
- 『鳥人戦隊ジェットマン』（1993年放映・TF1、第38話「いきなりハンマー!」で打ち切り。第6話「怒れロボ!」、第12話「地獄行バス」、第17話「復活の女帝」、第18話「凱、死す!」、第19話「見えます!」、第21話「歩くゴミ」、第27話「魔界大脱出」、第29話「最後の戦い」、第30話「三魔神起つ」と第36話「歩く食欲!アリ人間」は未放映）

### アジア
アジア各国でもパワーレンジャーと並行で放送されている。
- 台湾における最初の放映作品は、『忍者戦隊カクレンジャー』（中国語タイトル『影子神兵』）。その後、『百獣戦隊ガオレンジャー』以降から年間放送されている。
- 韓国では2004年から2020年現在まで、『アバレンジャー』以降のスーパー戦隊の吹き替え版が『パワーレンジャー』のタイトルで放送されている。また、過去にも『フラッシュマン』などを吹き替えたビデオソフトが1989年より同国の大英パンダ社からリリースされ人気を博したが[151]、当時は韓国での日本大衆文化の流入制限により日本製作品が規制されていた時期であり、韓国内で2015年まで流通していたソフトは東映とのライセンス契約を経ていない海賊版ソフトであった[152]。その後、2017年に東映とのライセンス契約を締結し、日本語版の映像を含めた正規版の『フラッシュマン』吹き替え版DVD-BOXが、大英パンダ社よりリリースされた[153]。
- ハリケンジャーとシンケンジャーとゴレンジャーとダイナマンは韓国では未放映。シンケンジャーとゴレンジャーとダイナマンに関してはパワーレンジャー・キャプテンフォースにてパワーレンジャー・ブレイドフォース、パワーレンジャー・ファイブレンジャー、パワーレンジャー・ダイナマンと名称が明かされた。[154]
  -     1. 2004年：『パワーレンジャー・ダイノサンダー（파워레인저 다이노썬더）』（アバレンジャー）
    2. 2005年：『パワーレンジャー・S.P.D.（파워레인저 S.P.D.）』（デカレンジャー）
    3. 2006年：『パワーレンジャー・マジックフォース（파워레인저 매직포스）』（マジレンジャー）
    4. 2007年：『パワーレンジャー・トレジャーフォース（파워레인저 트레저포스）』（ボウケンジャー）
    5. 2008年：『パワーレンジャー・ワイルドスピリッツ（파워레인저 와일드스피릿）』（ゲキレンジャー）
    6. 2009年：『パワーレンジャー・エンジンフォース（파워레인저 엔진포스）』（ゴーオンジャー）
    7. 2010年：『パワーレンジャー・ジャングルフォース（파워레인저 정글포스）』（ガオレンジャー）
    8. 2011年：『パワーレンジャー・ミラクルフォース（파워레인저 미라클포스）』（ゴセイジャー）
    9. 2012年：『パワーレンジャー・キャプテンフォース（파워레인저 캡틴포스）』（ゴーカイジャー）
    10. 2013年：『パワーレンジャー・ゴーバスターズ（파워레인저 고버스터즈）』（ゴーバスターズ）
    11. 2014年：『パワーレンジャー・ダイノフォース（파워레인저 다이노포스）』（キョウリュウジャー）（韓国版パワーレンジャー 10周年記念作品）
    12. 2015年：『パワーレンジャー・トレインフォース（파워레인저 트레인포스）』（トッキュウジャー）
    13. 2016年：『パワーレンジャー・ニンジャフォース（파워레인저 닌자포스）』（ニンニンジャー）
    14. 2017年：『パワーレンジャー ダイノフォースブレイブ（파워레인저 다이노포스 브레이브）』（キャストは全員が韓国の俳優であるが主要制作陣は日本のスタッフを揃えている）。日本でも同時期にネット配信。
    15. 2017年：『パワーレンジャー・アニマルフォース（파워레인저 애니멀포스）』（ジュウオウジャー）
    16. 2018年：『パワーレンジャー・ギャラクシーフォース（파워레인저 갤럭시포스）』（キュウレンジャー）[155]
    17. 2019年 - 2020年：『パワーレンジャー・ダイノソウル（파워레인저 다이노소울）』（リュウソウジャー）（韓国版パワーレンジャー 15周年記念作品）[156]
    18. 2020年 - 2021年：『パワーレンジャー・ルパンフォースVSパトロールフォース（파워레인저 루팡포스 VS 패트롤포스）』（ルパンレンジャーVSパトレンジャー）[157]
    19. 2021年：『パワーレンジャー・ゼンカイジャー（파워레인저 젠카이저）』（ゼンカイジャー）
- タイにおいても、他の日本特撮同様に人気があり、タイオリジナルの『スポーツレンジャー』が2006年と2012年の2期にわたって制作された。

### シリーズ関連
Template:スーパー戦隊シリーズに含まれるものについては、そちらを参照。
- 特撮
- 特撮テレビ番組一覧
- スーパーヒーロー
- スーツアクター
- ヒーロー
- 地球防衛軍
- 鈴木美潮
- マーベル・コミック・グループ - 『バトルフィーバー』から『サンバルカン』まで提携。
- ウルトラシリーズ - 円谷プロダクション制作の特撮ドラマシリーズ。
- Tv asahi movie - 本作品のシリーズのほか仮面ライダーシリーズなどテレビ朝日が製作幹事として関与する作品に関しては当該項目を参照。
- 仮面ライダーシリーズ - 平成仮面ライダーシリーズの開始以降、スーパーヒーロータイムや夏の劇場版の併映で協力体制が取られている他、一部の作品ではテレビシリーズ（テレビスペシャルやクロスオーバー映画など）内にて、両シリーズがクロスオーバーしたエピソードが制作されている。
- メタルヒーローシリーズ - 仮面ライダーシリーズと同様に映画やテレビシリーズ内にて、両シリーズがクロスオーバーしたエピソードを制作している。
- 東映不思議コメディーシリーズ - 石ノ森章太郎原作の特撮ドラマシリーズ。
- 燃えろ!!ロボコン - 同じく石ノ森章太郎原作の特撮ドラマ作品。『ゴーゴーファイブ』と同時期に放送。
- スーパー戦闘 純烈ジャー - 純烈主演の特撮映画作品。純烈のメンバーのうち3人が本シリーズおよび平成仮面ライダーシリーズに出演経験があり、他の出演者や制作スタッフにも両シリーズの経験者が起用されている。
- 東映ヒーローワールド（2013年12月20日[158] - 2017年1月15日[159]）[160] - 千葉のイオンモール幕張新都心内にある体験型エンターテインメントミュージアム。
- 変身ヒーロー
- 秘密組織
- 銀河帝国
- 地球侵略
- モンスター
- 怪獣
- 怪人
- 異星人
- 異界

#### 主なロケ地
- 西新宿
- 光が丘公園
- 石神井公園
- 所沢航空記念公園
- 岩船山

1990年代後半以降の各作品において、山や谷、森林などの緑に囲まれた立地は、ほとんどが岩船山で撮影・収録されているという。また、スーパー戦隊シリーズのスピンオフ的位置付けにあるセルフパロディ特撮作品である『非公認戦隊アキバレンジャー』においても、同所を舞台にシリーズ共通のパターンをパロディ化したエピソードが撮影されている。
- 秩父鉄道（秩父鉄道車両基地は、本シリーズのみならず様々な東映特撮作品で使用された）
- さいたまスーパーアリーナ（さいたま新都心）[注 36]
- パシフィコ横浜（横浜みなとみらい21）
- 横浜赤レンガ倉庫（横浜赤レンガパークとしての改装以前、昭和年間にロケ地として多用された）
- 東京スタジアム（味の素スタジアム）
- 海浜幕張一帯（主にNTT幕張ビル外縁、幕張メッセ周辺を多用）
- 東映東京撮影所

シリーズの撮影所として長年使われているが、撮影所自体が「撮影所」の場面のロケ撮影に使われることも多い。
- 東映太秦映画村
- 東京ドームシティ
  - 東京ドームシティアトラクションズ
- 東京ビッグサイト
- テレコムセンター
- 道満グリーンパーク（埼玉県戸田市の彩湖畔）[注 36]
- 光が丘IMA（光戦隊マスクマン以降）
- 光が丘パークタウン

集合住宅街に点在する公園、橋、道路などでロケ撮影が行われている（テレビ朝日水曜21時枠刑事ドラマにおいてもロケ地として多く使用されている）
- 高松八幡神社
- オズ大泉店・プラッツ大泉
- つくばエキスポセンター
- 川口市立グリーンセンター
- 川口駅西口（西口を出て川口西公園（リリアパーク）に通じるペデストリアンデッキを使用）
- 夢の大橋
- 水の広場公園

以上の2箇所とも、1990年代中ごろより本シリーズや他の東映特撮作品にてロケ地として多用。
- 天王洲アイル

東京都品川区に所在。「天王洲ふれあい橋」や「天王洲アイルのボードウォーク」など、近年の作品中に頻繁に登場する「水辺」シーンの多くをここでロケ撮影。
- シーバンス (Seavans)

東京都港区に所在。特に、屋外に位置する「水の広場」では、近年の作品中にて頻繁に登場する「噴水」シーンをロケ撮影。また、その他の屋外でも多くの「水辺」シーン、屋内での「ビル内」シーンのロケ撮影が行われている。
- 東京倉庫運輸（東運ウェアハウス）

東京都港区に所在。「レインボーブリッジ」や「東京湾」が見える「屋上」シーンのほとんどをここでロケ撮影。
- 東京スカイツリーおよび東京スカイツリータウン

第一展望台の天望デッキや御膝元の東京ソラマチなどが撮影として使用される。
- AP＆PP高萩事業所

旧・日本加工製紙高萩工場の跡地。2000年代前半から2010年代前半にかけて、主に「都市部の廃墟」シーンのロケ撮影に多用された。
- 大理石村ロックハート城

群馬県吾妻郡高山村に所在。近年の作品中にて登場する「ヨーロッパ風の古城」シーンをロケ撮影。
- 碓氷峠鉄道文化むら

### 歴代東映メインプロデューサー
複数名のメイン含む。
- 平山亨（ゴレンジャー、ジャッカー（ノンクレジット））
- 吉川進（ゴレンジャー - ゴーグルファイブ（第1話のみ）、カクレンジャー、オーレンジャー）
- 折田至（バトルフィーバー）
- 阿部征司（ゴーグルファイブ - バイオマン（第18話まで））
- 鈴木武幸（サンバルカン - オーレンジャー）
- 髙寺成紀（カーレンジャー - ギンガマン）
- 日笠淳（ゴーゴーファイブ - アバレンジャー、ボウケンジャー、ゴーオンジャー、ゴセイジャー（第32話まで））
- 塚田英明（デカレンジャー、マジレンジャー、ゲキレンジャー、キラメイジャー[161]）
- 宇都宮孝明（シンケンジャー、ゴーカイジャー、トッキュウジャー、ジュウオウジャー、ルパンレンジャーVSパトレンジャー）
- 若松豪（ゴセイジャー）
- 武部直美（ゴーバスターズ、ニンニンジャー）
- 大森敬仁（キョウリュウジャー、キングオージャー）
- 望月卓（キュウレンジャー）
- 高橋一浩（最強バトル）
- 丸山真哉（リュウソウジャー）
- 白倉伸一郎（ゼンカイジャー、ドンブラザーズ）
- 久慈麗人（ブンブンジャー）
- 松浦大悟（ゴジュウジャー）

### 関連企業
- バンダイナムコグループ
  - BANDAI SPIRITS（旧：バンプレスト、関連グッズの製作を手がける）
  - プレックス（デザインを担当、「プレックス（通称マルピー）」「ポピー」ブランドでも廉価玩具などを発売）
- 東京ドームグループ
  - 後楽園ゆうえんち→東京ドームシティアトラクションズ（戦隊ショーを手がける）
- ベネッセコーポレーション
  - 旧福武書店時代、スポンサーとして提供した『ファイブマン』に関与。

#### キャラクター商品を発売した企業
- バンダイナムコグループ / バンダイナムコホールディングス
  - バンダイ（番組の筆頭スポンサーも務める）
  - ポピー
  - バンダイナムコエンターテインメント
  - セイカ→サンスター文具
  - BANDAI SPIRITS
- アサヒ靴（日本ゴム工業）→アサヒコーポレーション
  - 1998年の会社更生法申請の影響で撤退。
- アキレス
  - 撤退したアサヒコーポレーションから版権を引き継ぐ。
- コマリヨー
- 日本コロムビア（2002年 - 2010年まではコロムビアミュージックエンタテインメント）
  - 一貫して音源制作を担当。レーベルはコロムビアハウス（旧・ANIMEX）。
- 小学館（「てれびくん」「幼稚園」）
- 徳間書店（「テレビランド」）
- 東ハト（旧・東鳩製菓）
- 江崎グリコ
- ロッテ
- バヤリース（旧アサヒビール飲料、現・アサヒ飲料）
- カネボウフーズ
- 丸石自転車（旧社・丸石自転車、滋賀丸石、現・丸石サイクル）
- 雪印食品
  - 2001年の雪印牛肉偽装事件の影響で撤退。
- プリマハム
  - 撤退した雪印食品から版権を引き継ぎ、「ハリケンジャー」以降の子ども向けソーセージなどのキャラクター商品を発売。
- トモエそろばん
- ワーナー・ランバート（食品部門のみ、後のADAMS（アダムスジャパン）→Cadbury→日本クラフトフーヅ）
- 小泉産業
- ナガサキヤ[注 37]
  - 主に特撮やアニメ（主に幼児児童向け）の版権を使って玩具菓子を長らく製造・発売してきた。2000年夏季の倒産に伴い撤退を決定。以降は東京に本社を構えるミニ玩具（廉価玩具）や玩具菓子の専業メーカーである株式会社ハートが作品・キャラクター版権を継承している。
- レイメイ
- 光製作所
- サンスター
- 全農
- 講談社（「テレビマガジン」「たのしい幼稚園」）
- エコー
- トモクニ
- ボトムアップ（ゲームソフト会社、主に任天堂向けのサードパーティとして事業展開）
- エスビー食品
- 日本ケロッグ
- 小森樹脂（弁当箱など食器系メーカー）
- トップ製菓
- フルタ製菓
- 永谷園
- ニチフリ（ふりかけ、お茶漬けなどの食品メーカー）
- 牛角
  - 「デカレンジャー」「マジレンジャー」にてタイアップメニューを販売。「デカレンジャー」ではメインの5人が出演するCMを放映。

#### 車両協力（歴代）
- マツダ（旧社名「東洋工業」時代から。一時期は、マツダの販売チャネルのブランドである「オートザム」や「オートラマ」名義の時もあった）
- スズキ（旧社名「鈴木自動車工業」時代からオートバイ協力）
- 三菱自動車工業（『科学戦隊ダイナマン』のみ）
- トヨタ自動車（『大戦隊ゴーグルファイブ』のみ）
- カワサキモータースジャパン（『特捜戦隊デカレンジャー』のみ）
- 本田技研工業（『特命戦隊ゴーバスターズ』以降、現行）
- 光岡自動車（『爆上戦隊ブンブンジャー』のみ[162]）

#### 商品協力（歴代）
- ミズノ (MIZNO) （『獣拳戦隊ゲキレンジャー』のみ、スポーツウェアなどに関する監修あり）
- アシックス (asics) （同上）

#### 技術協力（歴代）
『侍戦隊シンケンジャー』以降デジタルシネマ撮影に切り替わったことで、テレビ系の技術会社のみならず、デジタル系の会社が参加している。
- 西華産業、RAID inc（レッドワンキャメラ取り扱い）
- ナックイメージテクノロジー（現行）
- アップサイド（同上）
- ブル (テレビ技術会社)（同上）
- WING-T（現行）
- M-SOFT（現行。RayBrid MatteMaker使用）
- グレートインターナショナル（現行。タイトル）
- JECTOR（現行。クリエイター向けオンラインストレージ）
- Unity (ゲームエンジン)（現行）
- ヒビノ (音響映像)（現行。インカメラVFX用LEDウォールスタジオ）
- ソニーPCL（現行。インカメラVFX用LEDウォールスタジオ）